# Esporte no Brasil

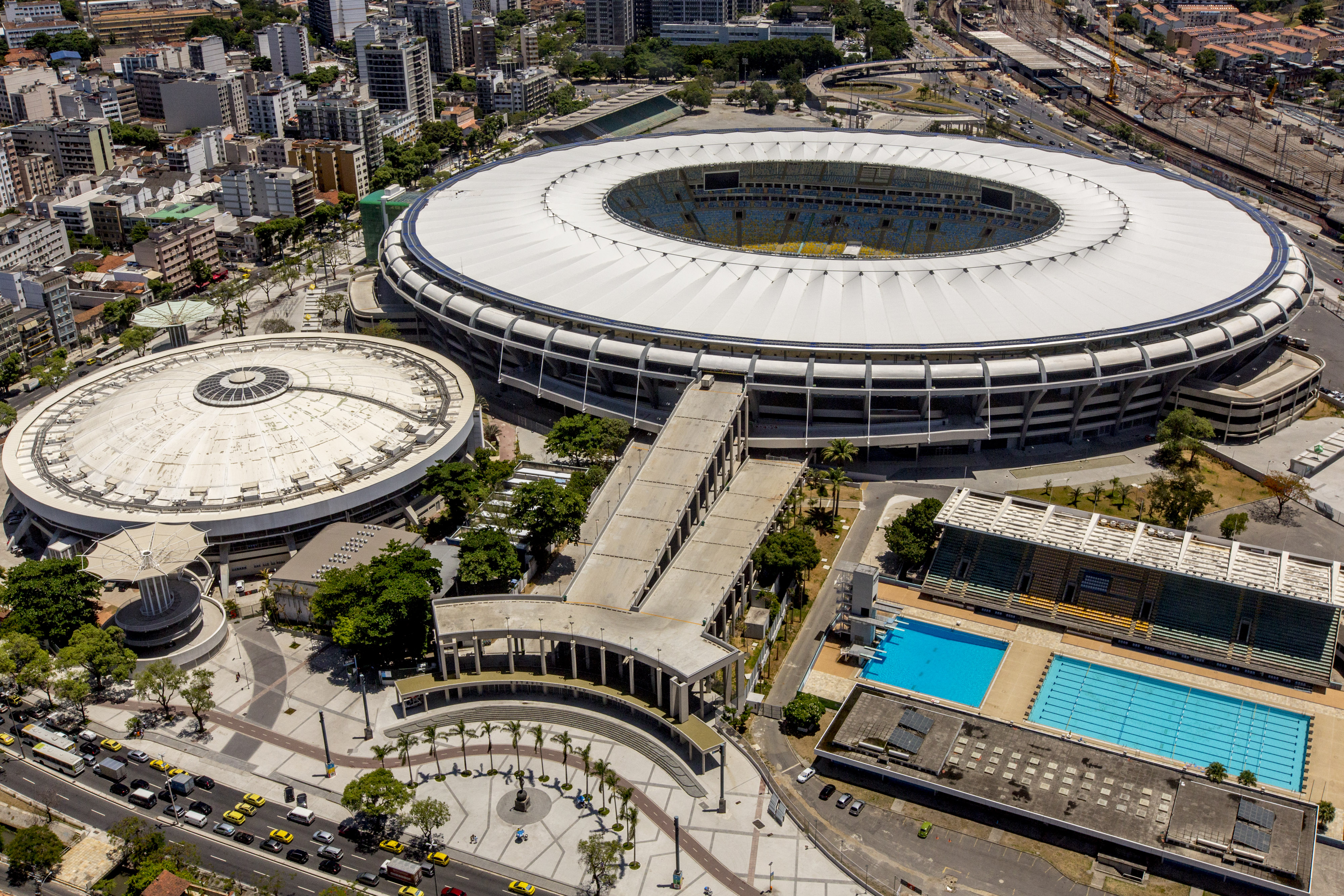
Estádio do Maracanã. O futebol é o esporte mais popular do Brasil

O esporte no Brasil é praticado em muitas modalidades e é organizado por confederações nacionais de esportes, sendo a principal o Comitê Olímpico Brasileiro. Os brasileiros estão fortemente envolvidos com esportes. O futebol é o mais praticado no país.
Diversos esportes nasceram no país, entre eles sorvebol, bete-ombro ou taco (modalidade simplista do críquete), peteca, sandboard, frescobol, futebol de praia, futsal (versão oficial do futebol indoor), footsack, biribol, manbol, futetênis, acquaride, e o futevôlei Nas artes marciais, os brasileiros desenvolveram a capoeira, o vale-tudo, e o jiu-jitsu brasileiro.
Outros esportes de considerável popularidade são: basquete, vôlei, handebol, automobilismo, judô e tênis. A prática amadora de esportes é muito popular e os clubes são os maiores promotores. Além das organizações privadas, vários governos estaduais e municipais mantém estruturas esportivas tanto para a prática amadora, na forma de lazer, quanto na organização profissional em estádios e outras estruturas.
Ao longo das primeiras décadas do século XXI as delegações que representam o país em competições multiesportivas como os Jogos Pan-americanos e os Jogos Olímpicos tem visto um aperfeiçoamento de seu desempenho. No ano de 2007, o Rio de Janeiro sediou a competição continental. Esta foi a segunda vez que o país recebeu o torneio. Na primeira oportunidade, a competição fora organizada em São Paulo, no ano de 1963. No ano de 2016, o Rio de Janeiro sediou os Jogos Olímpicos de Verão de 2016. Foi a primeira edição dos Jogos Olímpicos de Verão na América do Sul.

## Participação em eventos multiesportivos
Atualmente o Brasil participa de treze jogos poliesportivos: os Jogos Olímpicos de Verão, Jogos Olímpicos de Inverno, Jogos Paraolímpicos de Verão, Jogos Pan-americanos de Verão, Jogos Parapan-americanos, Jogos Sul-Americanos, Jogos Sul-Americanos de Praia, Universíada de Verão, Universíada de Inverno, Jogos da Lusofonia, Jogos da CPLP (Comunidade dos Países de Língua Portuguesa), Jogos Mundiais Militares e os Jogos Mundiais. O Brasil também já participou de três eventos multidesportivos extintos: os Jogos Pan-americanos de Inverno na única edição de 1990, no qual não ganhou medalhas, os Jogos da Boa Vontade e os Jogos Olímpicos Latino-Americanos.

### Participação nos Jogos Olímpicos de Verão
De acordo com o número de ouros conquistados, a melhor participação em Jogos Olímpicos do Brasil foi em 2020, em Tóquio, Japão. Foram sete, dentro de um total de vinte e um, sendo esse o maior número de medalhas conquistadas no geral. A participação em 2000 em Sydney, Austrália foi ruim: doze medalhas, porém nenhuma de ouro. A primeira participação olímpica do Brasil foi em 1920, em Antuérpia, Bélgica.

### Participação nos Jogos Olímpicos de Inverno
O Brasil não conquistou nenhuma medalha nos Jogos Olímpicos de Inverno. Por esse motivo, após os Jogos de Vancouver em 2010, as Confederações Brasileira de Desportos na Neve (CBDN) e no Gelo (CBDG) apresentaram projetos ao Comitê Olímpico Brasileiro objetivando o desenvolvimento dos esportes de inverno no país, a presença de mais desportistas nos Jogos de Sóchi, na Rússia, até a construção de um complexo de treinamento no interior de São Paulo. A atleta Isabel Clark, do snowboard cross, conquistou, nos Jogos Olímpicos de Inverno de 2006 a melhor marca de um brasileiro na história dos Jogos, ficando em nono lugar na prova de boardercroos.

## Esportes coletivos mais populares

### Futebol

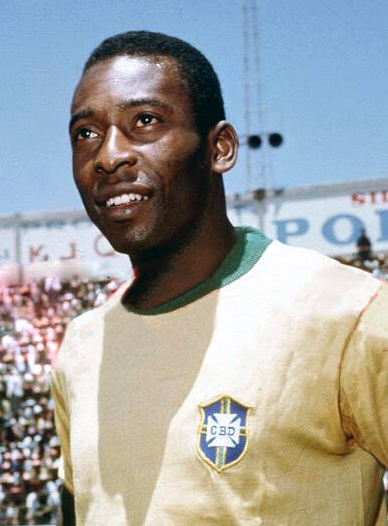
Pelé, considerado o maior futebolista da história do Brasil

Historicamente o Brasil é uma das maiores potências do futebol mundial. O futebol e seus derivados como futsal, futebol de praia, etc... tem cerca de 30 milhões de praticantes e 60 milhões de fãs espalhados pelo país. O Brasil destaca-se não só como uma das nações que detém a maior quantidade de títulos internacionais no esporte (ao lado de França, Alemanha, Itália e Argentina), mas também como a nação que mais exporta atletas. Tendo o futebol masculino conquistado a Copa do Mundo em cinco oportunidades, além de outros títulos importantes (4 Copa das Confederações FIFA, 9 Copa América, 2 medalhas de ouro dos Jogos Olímpicos, 5 medalhas de ouro dos Jogos Pan-Americanos, 5 títulos no Mundial Sub-20 e 4 títulos no Mundial Sub-17, além do futebol feminino ter sido vice-campeão mundial em 2007 e vice-campeão olímpico em 2004, 2008 e 2024). É também detentor de diversas marcas históricas no esporte, além de ser a pátria de diversos grandes jogadores que fizeram história, como Pelé (considerado o maior de todos os tempos), Zico, Garrincha, Ronaldo, Roberto Carlos, Cafu, Romário, Ronaldinho, Taffarel, Falcão, Rivaldo e Neymar no masculino, e Marta no feminino.
O futebol é sem sombra de dúvida o esporte mais praticado no Brasil, sendo que o Campeonato Brasileiro de Futebol (também conhecido pelo apelido de Brasileirão) e a Copa do Brasil são as principais competições do esporte no país, além dos campeonatos estaduais, que também possuem bastante popularidade, principalmente em estados com forte tradição no esporte como Rio de Janeiro, São Paulo, Minas Gerais, Rio Grande do Sul, Pernambuco, Bahia, Ceará e Paraná. O esporte tornou-se elemento marcante da cultura nacional. Expressões como "chute", "pisar na bola" e outras são usadas em ocasiões que nada tem a ver com o futebol, e por pessoas que sequer acompanham ou praticam a modalidade.
A Copa do Mundo de Futebol é o evento esportivo que mais atrai a audiência da população brasileira, numa movimentação que paralisa o país em dias de jogo da Seleção Nacional de futebol, conhecida carinhosamente como "Seleção Canarinho". O Campeonato Brasileiro de Futebol é um dos mais importantes do mundo e seus clubes são multi-campeões continentais e mundiais. Existem grandes estádios para a prática do futebol na maioria das grandes cidades brasileiras e a modalidade tem pelo menos um clube em cada município do país fundado para sua prática.

### Variações de futebol: futsal, futebol de praia, futevôlei

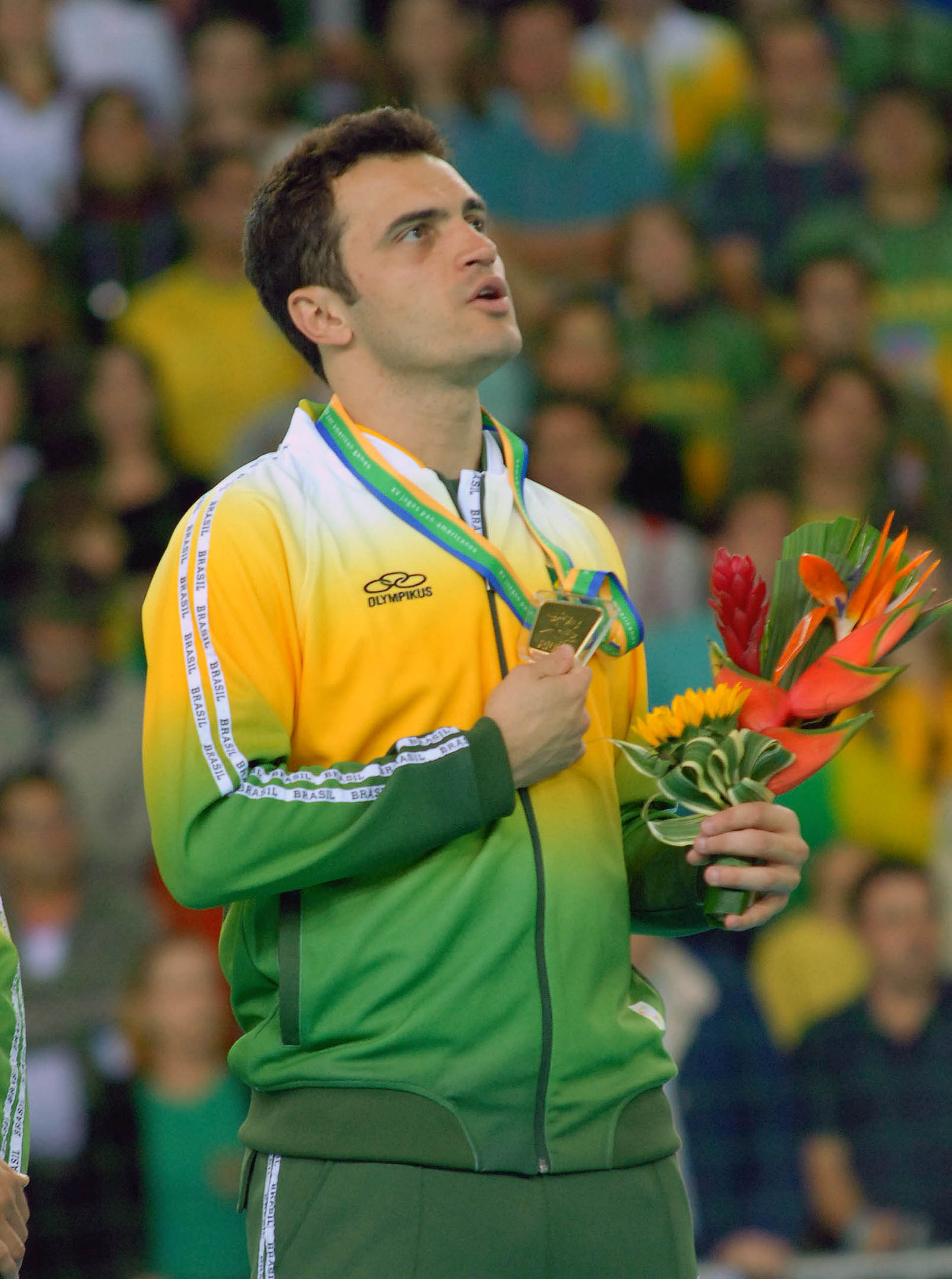
O futsalista Falcão.

O Brasil inventou algumas variações do futebol, como o futebol de praia e o futevôlei. O futsal, tendo sido inventado no Uruguai, vizinho do Brasil, também é muito praticado no país, principalmente no estado do Rio Grande do Sul, vizinho do Uruguai.

#### Futsal
O futsal é uma das modalidades mais praticadas no país, principalmente no período colegial. Atualmente, em termos de praticantes, é tão popular no país quanto o futebol de campo, apesar da ausência de popularização da sua liga mais importante. Antes da Era Fifa, houve três Copas do Mundo organizadas pela antiga Federação Internacional de Futsal (Fifusa), onde o Brasil foi bicampeão mundial (1982 e 1985). Além disso, o Brasil tem 6 títulos na Copa do Mundo de Futsal da FIFA. Falcão é o jogador brasileiro mais reconhecido.

#### Futebol de areia
O futebol de areia masculino foi promovido com a atuação de jogadores de futebol de campo jogando pela Seleção Brasileira de Futebol de areia Masculino. Assim, o país é hexacampeão do mundo pela FIFA.  Além disso, possui nove títulos mundiais da antiga competição organizada pelo Beach Soccer Worldwide (BSWW), o Campeonato Mundial de Futebol de Praia (BSWW), e ganhou 14 vezes o Mundialito de Futebol de Praia.

#### Futevôlei
O Futevôlei é um esporte recreativo muito praticado nas praias brasileiras, principalmente no Rio de Janeiro, onde foi inventado. Foi criado por Octavio de Moraes na década de 1970. É uma mistura de futebol e vôlei, onde os jogadores devem usar os pés e a cabeça para passar a bola por cima da rede e chegar ao lado adversário, e é jogado nas praias. É um dos esportes de praia mais populares do Brasil. O futevôlei começou com 5 jogadores em cada equipe, mas depois foi reduzido para 2 jogadores em cada equipe e continua assim até hoje.

### Vôlei

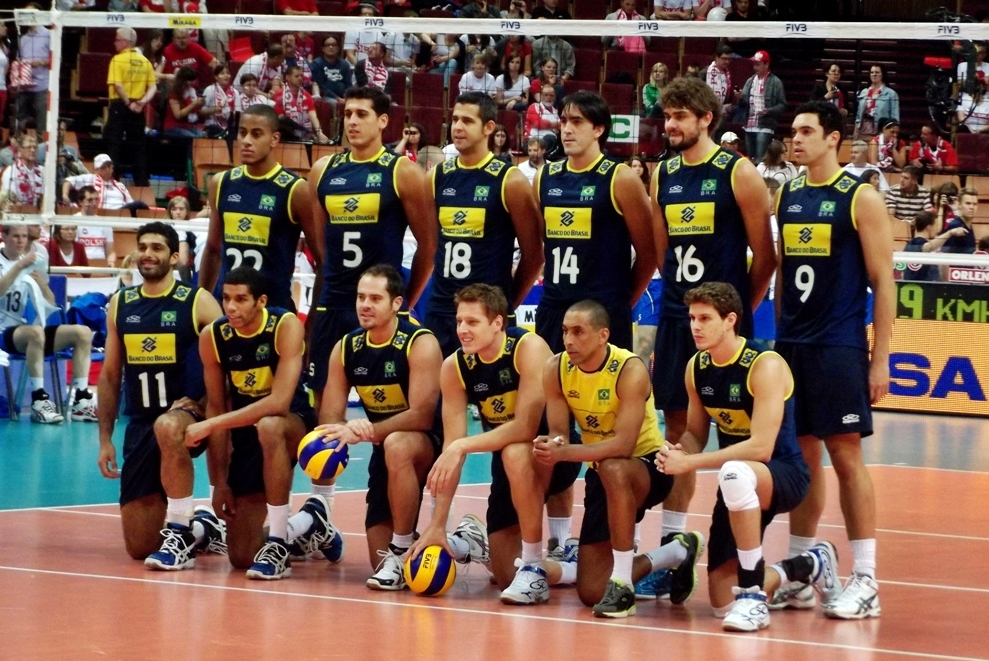
Seleção Brasileira de Voleibol Masculino, 2012.

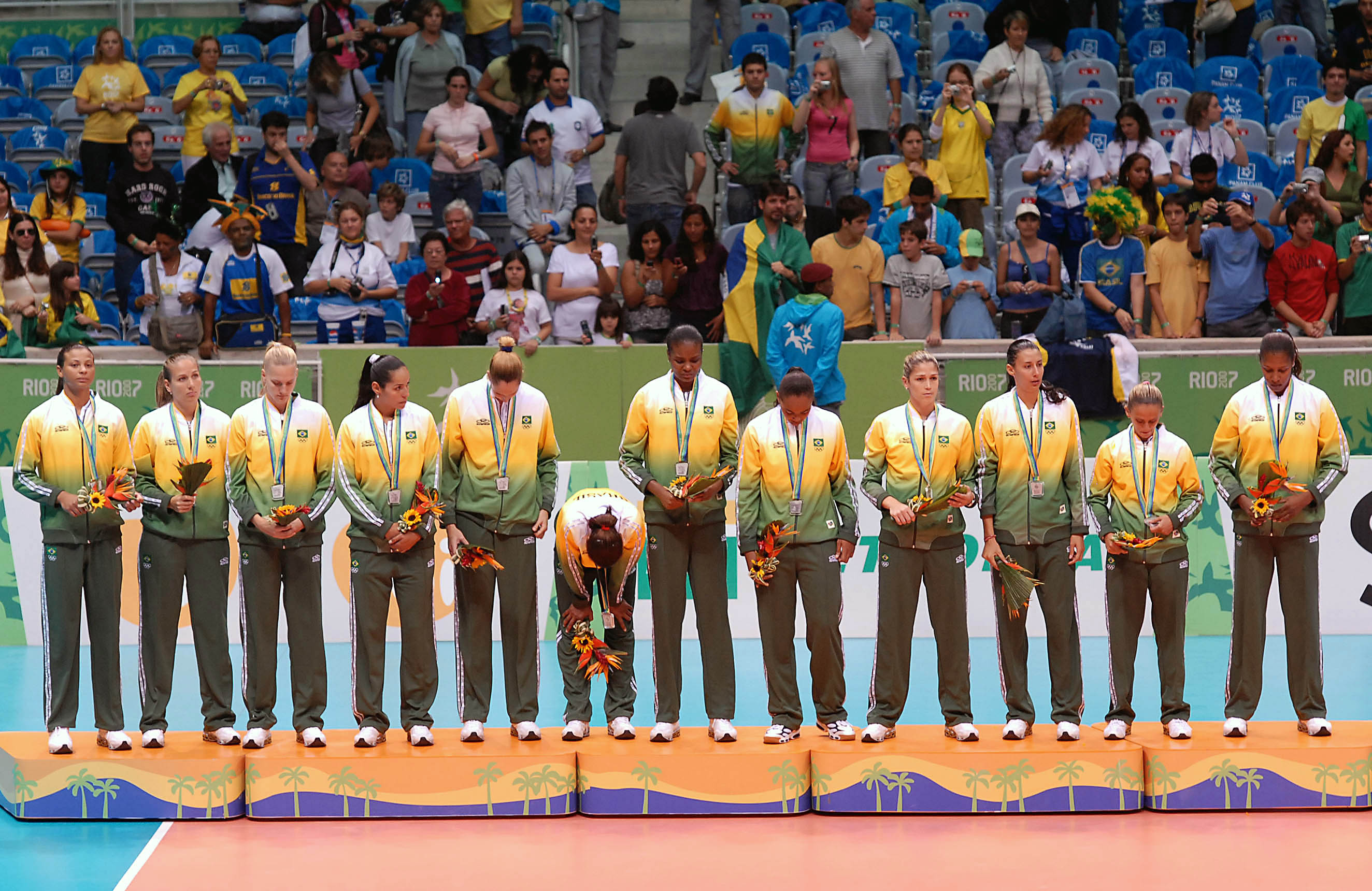
Seleção Brasileira de Voleibol Feminino, 2007.

Quanto à preferência, o vôlei é atualmente o segundo esporte mais popular do país. No ano de 2017 o vôlei tinha cerca de 15 milhões de praticantes. A principal competição do esporte no país é a Superliga Brasileira de Voleibol, sendo que existe a modalidade feminina e a modalidade masculina da Superliga. No retrospecto, o esporte é um dos mais vitoriosos do Brasil, especialmente com o desempenho bombástico que as seleções nacionais tiveram no início do século XXI. Em 2013 o Brasil ocupava o primeiro lugar no ranking da FIVB nas duas modalidades Até 2024, a Seleção Brasileira de Voleibol Masculino tinha 6 medalhas olímpicas (3 de ouro, 3 de prata), 7 medalhas em Campeonatos Mundiais (3 de ouro, 3 de prata, 1 de bronze), além de 9 títulos da Liga Mundial. Já a Seleção Brasileira de Voleibol Feminino tinha 6 medalhas olímpicas (2 de ouro, 1 de prata, 3 de bronze), 4 vice-campeonatos mundiais, além de 12 títulos do Grand Prix.

#### Vôlei de Praia
O Brasil é um dos países mais fortes do mundo no vôlei de praia, esporte amplamente praticado no país devido ao seu extenso litoral, principalmente no Rio de Janeiro, Santa Catarina e Região Nordeste do país. Até os Jogos Olímpicos de 2024, o país tinha 2 ouros, 3 pratas e 1 bronze na modalidade masculina, e 2 ouro, 4 pratas e 2 bronzes na modalidade feminina. Em campeonatos mundiais, vários títulos mundiais foram conquistados por brasileiros.

### Basquete

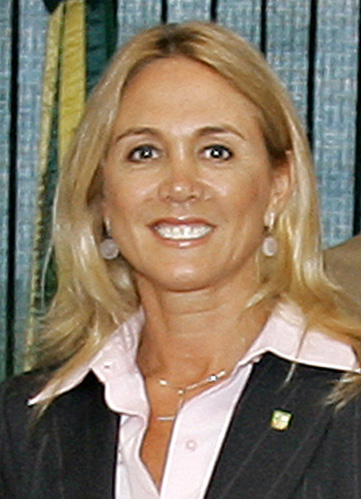
Hortência Marcari é considerada a maior basquetebolista da história do país.

O Brasil é um dos países mais tradicionais no basquete mundial. No passado chegou a ser um dos melhores países do mundo na modalidade, e já possuiu vários grandes jogadores e jogadoras, além de haver vários praticantes da modalidade espalhados por diversos cantos do país.
No total, se somarmos os títulos do masculino e do feminino, o basquete brasileiro possui três campeonatos mundiais.(dois masculinos e um feminino), além de cinco medalhas olímpicas: uma de prata e quatro de bronze. O basquete, que tem cerca de três milhões de praticantes, cem times profissionais e 35 milhões de fãs, segundo a CBB.
As principais ligas de basquete são o Novo Basquete Brasil – torneio masculino – e a Liga de Basquete Feminino – torneio feminino. Vários jogadores brasileiros famosos jogam nessas ligas. Além disso, do lado masculino, vários jogadores competem na NBA e em ligas europeias. Um recorde de nove brasileiros estavam no elenco da NBA no início da temporada 2015-16 - Leandro Barbosa, Bruno Caboclo, Cristiano Felício, Marcelo Huertas, Nenê Hilário, Raul Neto, Lucas Nogueira, Tiago Splitter e Anderson Varejão.
Alguns dos principais jogadores históricos do Brasil são Oscar e Hortência. No auge de suas carreiras, o basquete chegou a ser considerado o segundo esporte mais popular do Brasil. Ambos conseguiram derrotar a equipe dos Estados Unidos no basquete, o que é considerado um dos feitos mais difíceis de se conseguir em qualquer esporte. Oscar (junto com jogadores como Pipoka e Marcel) venceu os EUA na final do Pan de Indianápolis em 1987, além de ter sido medalhista de bronze no Mundial de 1978, e 5º lugar nas Olimpíadas de 1988. Hortência foi a mais vitoriosa em termos de resultados: derrotou os EUA na semifinal do Mundial de 1994 (posteriormente sendo campeã mundial), junto com jogadoras como Magic Paula e Janeth, consideradas duas das maiores jogadoras da história do país junto com Hortência; além de ter sido vice-campeã olímpica em 1996 (onde os EUA tiveram sua revanche, vencendo o Brasil).

### Handebol

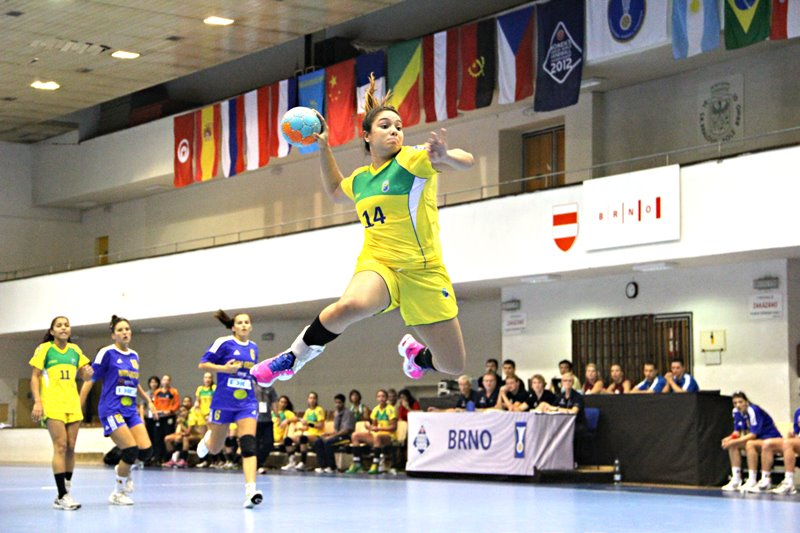
A handebolista Deborah Hannah, da Seleção Brasileira de Handebol Feminino, em 2013.

O handebol é um esporte que veio junto com os imigrantes alemães, de grande popularidade nas escolas de todo o mundo. É o terceiro esporte mais praticado nas escolas, perdendo apenas para o futebol/futsal e o vôlei. O esporte tem 200 mil praticantes hoje no Brasil, com 687 clubes espalhados por todo país e aproximadamente 8 mil equipes. O esporte tem cerca de 5 milhões de fãs no Brasil. As principais competições da modalidade no país são a Liga Nacional de Handebol Masculino e a Liga Nacional de Handebol Feminino, competição do esporte no país é a Liga Nacional de Handebol, que é considerada a liga mais forte das Américas. Handebol é um jogo dinâmico, físico e que exige diversas habilidades, como finta, drible, preparo físico, visão de jogo. É praticado com 7 atletas, um deles designado como goleiro. As regras são ditadas pela IHF, e no Brasil, a CBHb é a responsável pela gestão do esporte. 
A Seleção Brasileira Feminina de Handebol é, em termos de resultados, a melhor seleção de handebol das Américas. No Campeonato Mundial de Handebol Feminino de 2013, sagrou-se campeã, derrotando a seleção anfitriã por 22 a 20. Também terminaram em quinto lugar nas Olimpíadas de 2016. Já a Seleção Brasileira de Handebol Masculino tem como grande feito ter terminado em 7º lugar no Campeonato Mundial de Handebol Masculino de 2025, derrotando potências européias do esporte e sendo eliminado apenas pelo eventual campeão do torneio , além de também ter terminado em 7º lugar nos Jogos Olímpicos de 2016.

## Esportes individuais mais populares

### Atletismo

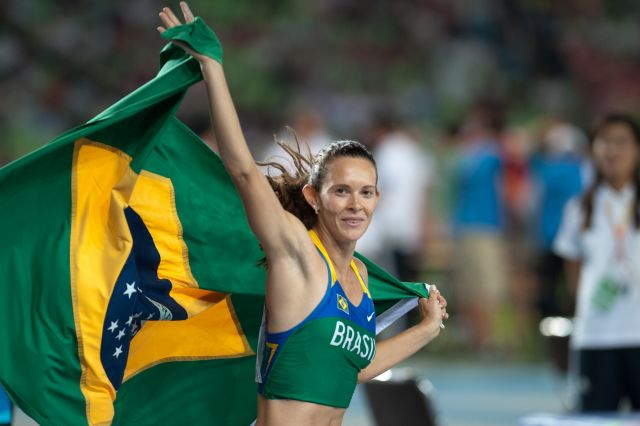
A atleta Fabiana Murer, campeã mundial em 2011

Atletismo é um esporte tradicional do Brasil, conquistando medalhas olímpicas para o país. Em 2024, estimava-se que o esporte era praticado por cerca de 2,1 milhões de pessoas.
No atletismo, os atleta mais conhecidos são Adhemar Ferreira da Silva, João do Pulo, Joaquim Cruz, Robson Caetano, Maurren Maggi e Fabiana Murer. Outros atletas importantes da História do Brasil são: Thiago Braz, Alison dos Santos, Nélson Prudêncio, Jadel Gregório, Zequinha Barbosa, Sanderlei Parrela, Claudinei Quirino, Vicente Lenílson, André Domingos, Édson Luciano, Vanderlei Cordeiro de Lima, Caio Bonfim, Rosângela Santos e Darlan Romani.
No Brasil, o atletismo tende a perder muitos praticantes para o futebol, que garante melhores salários aos atletas. É um dos motivos pelos quais o país tem menos destaque mundial em eventos como os 100 metros rasos. O esporte costuma se concentrar em alguns clubes especializados em atletismo, e também recebe atenção e apoio das Forças Armadas do país. O Brasil tem tradição em eventos como o salto triplo, o revezamento 4x100m rasos, e mais recentemente o salto com vara, e sedia eventos importantes de corrida de longa distância, como a Corrida de São Silvestre.

### Automobilismo

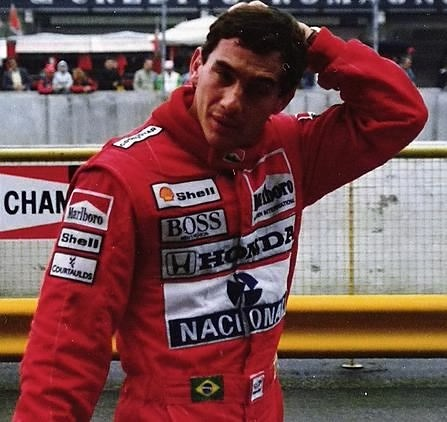
O piloto de Fórmula 1 Ayrton Senna em 1989.

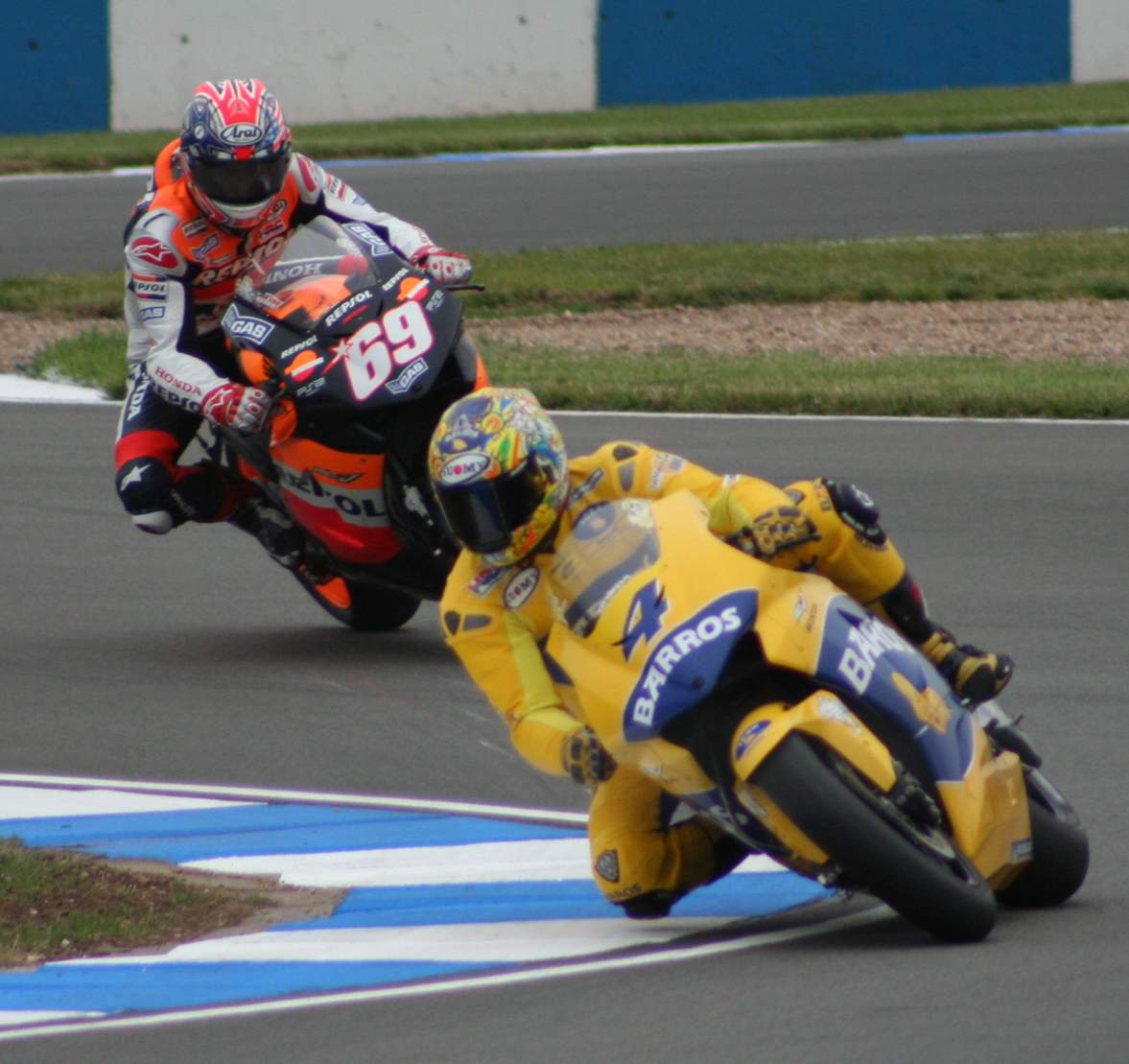
O piloto de motociclismo Alex Barros.

O automobilismo é um esporte popular no Brasil. Começou a ganhar dimensão no país após os primeiros títulos da Fórmula 1 de Emerson Fittipaldi (1972, 1974), posteriormente de Nelson Piquet (1981, 1983, 1987), e depois de Ayrton Senna (1988, 1990, 1991), que ajudaram a firmar ainda mais o automobilismo brasileiro na categoria. Anos depois, Rubens Barrichello e Felipe Massa foram vice-campeões da Fórmula 1. Desde 1972 o Brasil é parte do calendário da Fórmula 1 com o Grande Prêmio do Brasil, atualmente disputado no Autódromo de Interlagos. Anteriormente o Autódromo de Jacarepaguá sediou o evento. O Brasil teve uma equipe na Fórmula 1 entre 1975 e 1982: a Escuderia Fittipaldi, fundada pelos irmãos Emerson e Wilson Fittipaldi Jr..
O país também possui grandes conquistas na Fórmula Indy, com Emerson Fittipaldi ganhando o primeiro título brasileiro na categoria, seguido também pelos pilotos Gil de Ferran, Cristiano da Matta e Tony Kanaan. Helio Castroneves, ficou quatro vezes em segundo lugar na Fórmula Indy, mas obteve três vitórias nas 500 Milhas de Indianápolis, enquanto Emerson ganhou duas vezes neste evento.
Dentro do país as duas principais categorias são a Stock Car Brasil e a Fórmula Truck. Alguns ex-pilotos de categorias internacionais atualmente correm nas categorias. Destacam-se pilotos como Ingo Hoffmann, Paulo Gomes, Chico Serra e Cacá Bueno, entre outros.
O país possui aproximadamente 20 autódromos, incluindo pistas de asfalto e de terra, mas atualmente não possui nenhum circuito oval. O Autódromo de Interlagos, além da Fórmula 1, recebeu campeonatos importantes como o Campeonato Mundial de Motovelocidade, o Campeonato FIA GT, o Campeonato Mundial de Endurance da FIA e o Deutsche Tourenwagen Meisterschaft. Também o Mundial de Turismo da FIA disputou corridas no Autódromo Internacional de Curitiba, o Mundial de Motovelocidade no Autódromo Internacional de Goiânia, a CART no Autódromo de Jacarepaguá e a IndyCar Series no circuito de rua de São Paulo.

### Canoagem

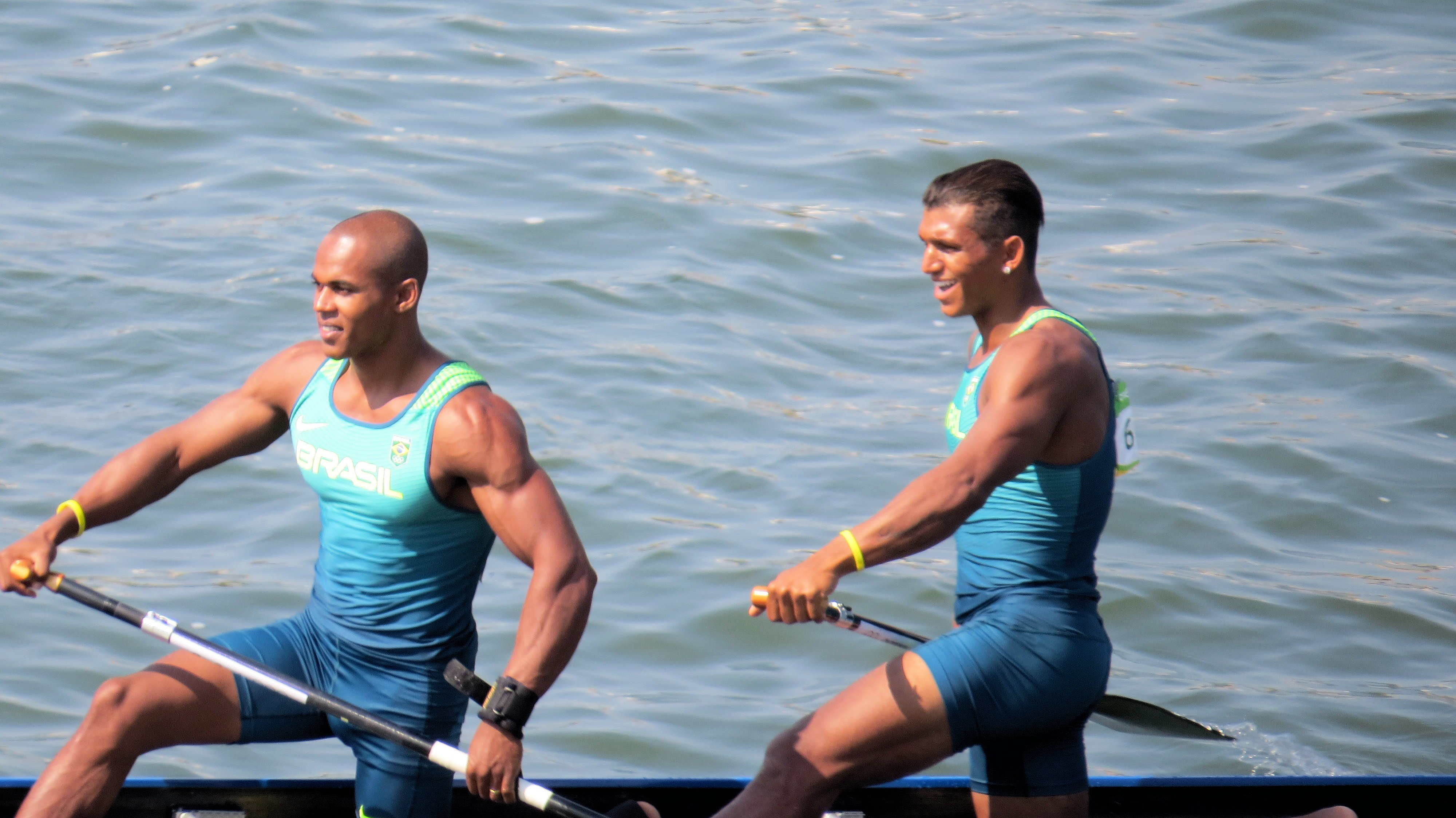
Os canoístas Erlon Silva (frente) e Isaquias Queiroz (atrás).

Na canoagem de velocidade, praticada em águas paradas, o brasileiro Isaquias Queiroz é o melhor canoísta da história da América do Sul, sendo o único campeão olímpico desta modalidade no continente e somando um total de quatro medalhas olímpicas até os Jogos Olímpicos de Tóquio 2020. Erlon Silva também conquistou a prata olímpica para o Brasil na canoagem.
Já na canoagem slalom, praticada em rios e corredeiras, os melhores brasileiros da história até o momento são Ana Sátila e Pepe Gonçalves, que chegaram à finais olímpicas e obtiveram medalhas em mundiais.

### Esportes de Combate

#### Artes marciais mistas

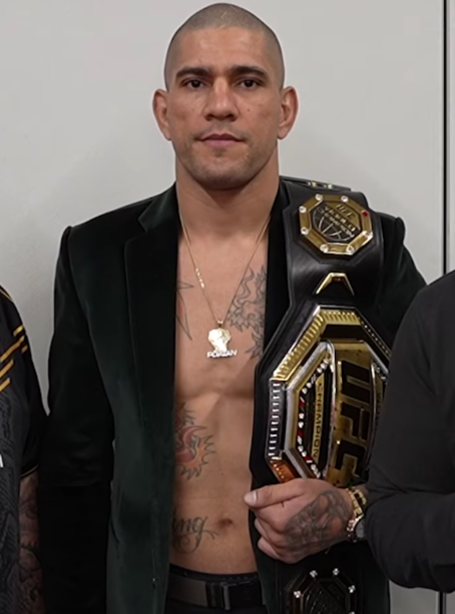
O lutador de artes marciais mistas Alex Pereira.

As artes marciais misturadas (inglês: Mixed Martial Arts, MMA) modernas têm suas raízes em dois acontecimentos: os acontecimentos de vale-tudo no Brasil, e o shootwrestling japonês. Nesse tempo eles foram mutuamente ligados, mas foram separados.
O vale-tudo começou na terceira década do século XX, quando Carlos Gracie, um dos fundadores da luta marcial brasileira Gracie Jiu-Jitsu, convidou cada competidor de modalidades de luta diferentes para uma competição organizada pelo próprio. Isso era chamado de "Desafio do Gracie". Mais tarde, Hélio Gracie e a família Gracie e principalmente, Rickson Gracie, mantiveram este desafio que passaram a se dar como duelos de vale-tudo sem a presença da mídia.
No Japão, década de 1980, Antonio Inoki organizou uma série de lutas de artes marciais misturadas. Eram as forças que produziram o shootwrestling e eles, mais tarde, causaram a formação de uma das primeiras organizações japonesas de artes marciais misturadas conhecida como shooto. As artes marciais misturadas obtiveram grande popularidade nos Estados Unidos em 1993, quando Rorion Gracie e outros sócios criaram o primeiro torneio de UFC. O Brasil já teve vários campeões mundiais no PRIDE e no principal evento de lutas do mundo, o UFC, como: Anderson Silva, José Aldo, Lyoto Machida, Vitor Belfort, Royce Gracie, Wanderlei Silva, Minotauro, Mauricio Rua, Murilo Bustamante, Junior dos Santos, Rafael dos Anjos, Fabricio Werdum, Alex Pereira, Amanda Nunes, entre outros.

#### Boxe

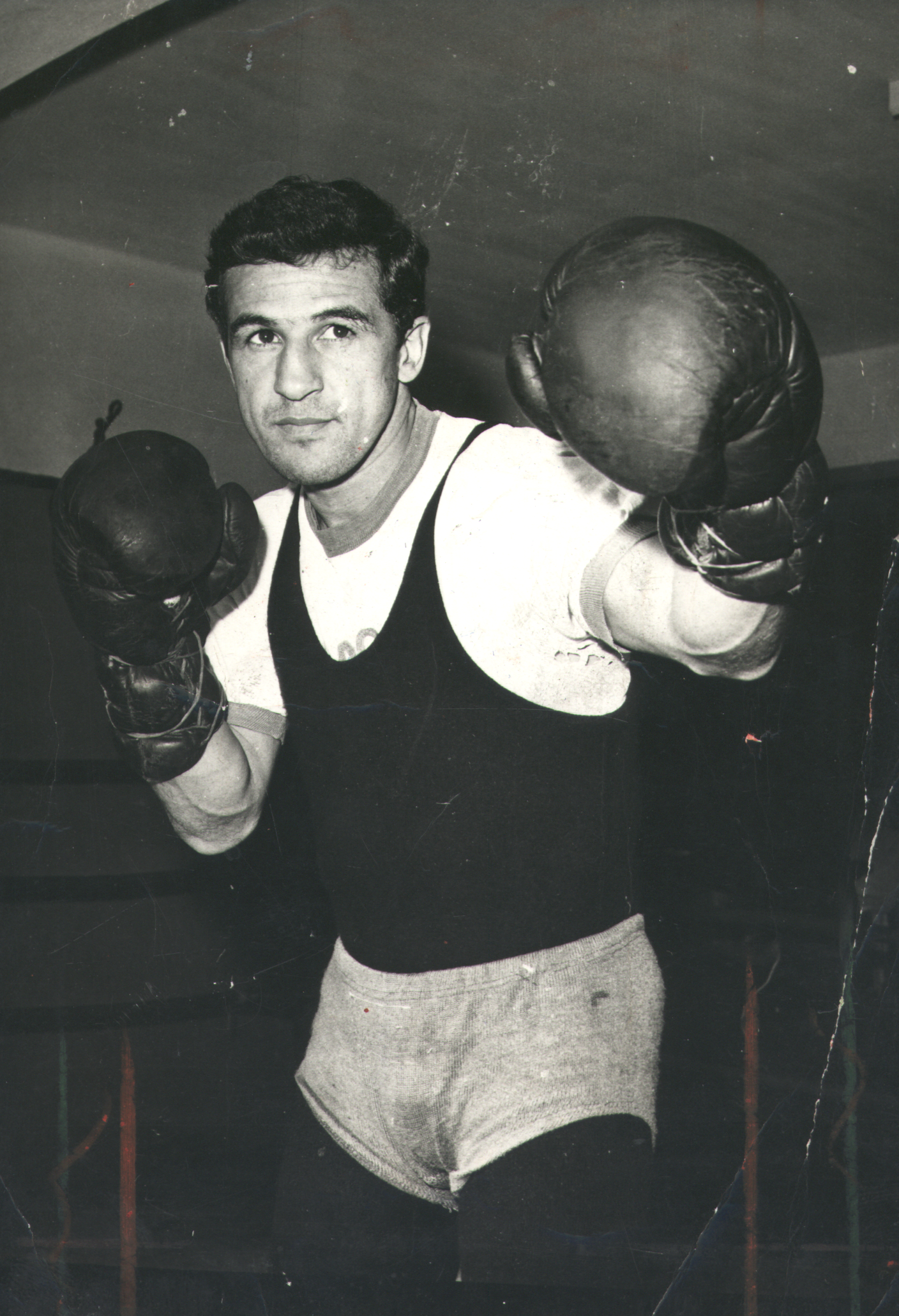
O boxeador Éder Jofre, campeão mundial

O boxe é outro esporte popular, especialmente no Nordeste do Brasil; É considerado um esporte da classe trabalhadora. Éder Jofre, Acelino "Popó" Freitas, Maguila, Miguel de Oliveira, Valdemir Pereira, Rose Volantê e Patrick Teixeira são ex-campeões mundiais. Nas Olimpíadas, o Brasil conquistou a medalha de ouro na categoria de até 60 kg com o lutador Robson Conceição, sendo o primeiro ouro olímpico do boxe brasileiro. Hebert Conceição também foi campeão olímpico. Outros medalhistas olímpicos do Brasil foram Servílio de Oliveira, Yamaguchi Falcão, Esquiva Falcão, Abner Teixeira,  Adriana Araújo e Beatriz Ferreira. Outro lutador famoso foi Maguila, um peso-pesado que chegou a enfrentar Evander Holyfield e George Foreman.

#### Capoeira

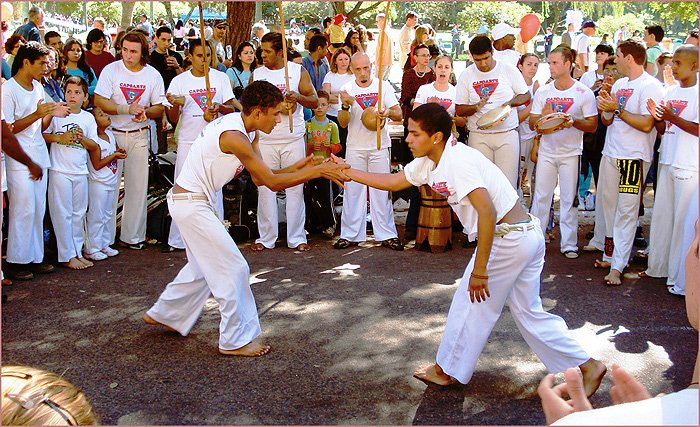
Capoeiristas em uma roda (Porto Alegre, Rio Grande do Sul)

Assim como jogo de taco e o futsal esse foi um esporte criado exclusivamente por brasileiros. A Capoeira surgiu no século XVII em meio aos escravos como forma de resistir a dominação branca. Porém o que difere a capoeira das demais modalidades de artes marciais é a sua musicalidade, pois, para que os senhores de engenho não descobrissem que haviam escravos com habilidades em arte marcial, os escravos cantavam e batiam palmas, enquanto os demais praticavam, assim, simulando uma falsa dança. Nos dias de hoje a capoeira e uma das artes marciais mais praticadas do país seguido pelo judô. Estima- se que no Brasil tenha entre 4 a 6 milhões de praticantes do esporte no país.

#### Esgrima

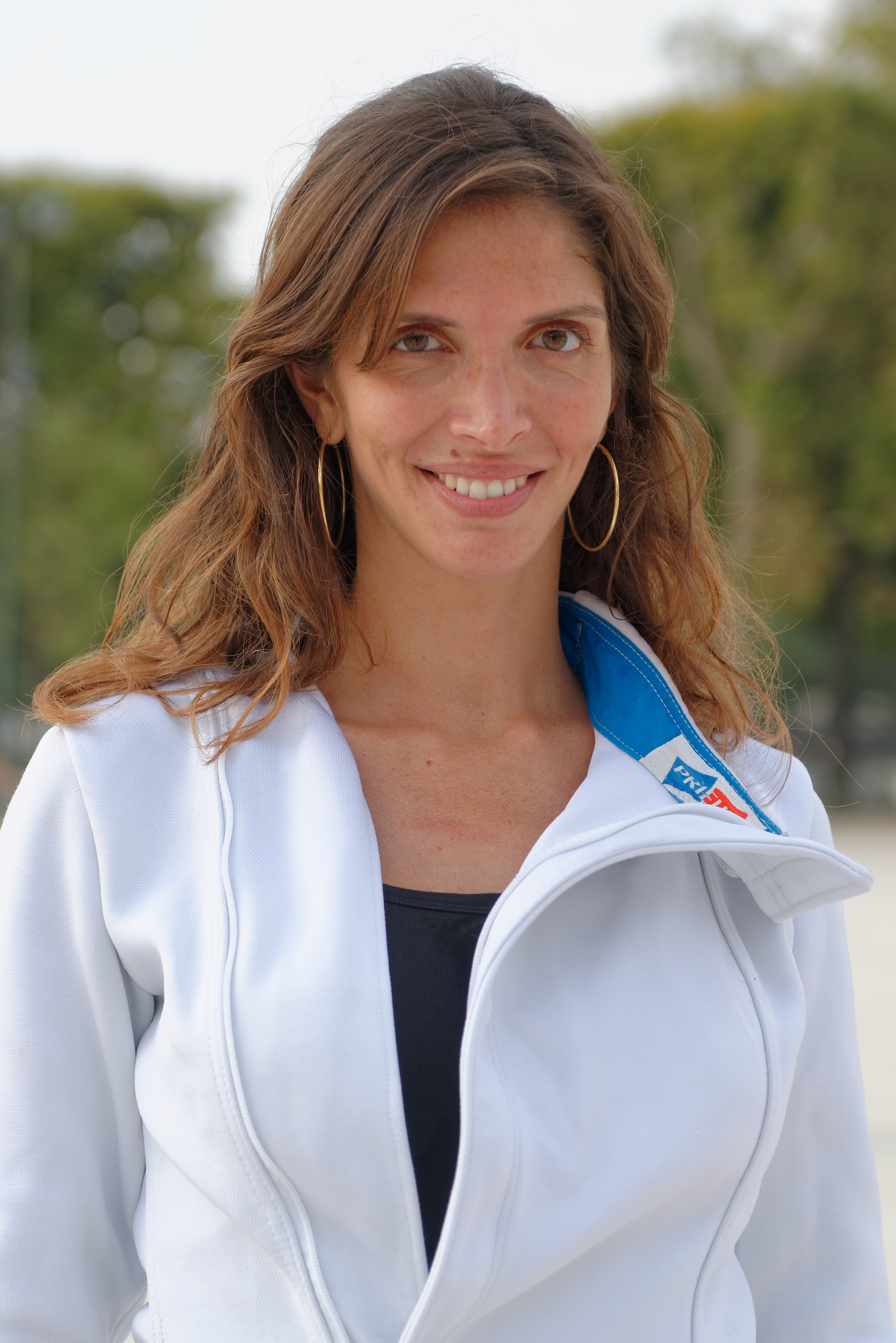
A esgrimista Nathalie Moellhausen

Embora o Brasil tenha pouca tradição na esgrima, o país já produziu alguns atletas de renome, como Nathalie Moellhausen, que foi campeã mundial em 2019 e chegou às quartas-de-final dos Jogos Olímpicos de 2016 na Espada individual feminina. No masculino, Guilherme Toldo chegou às quartas-de-final dos Jogos Olímpicos de 2016 no Florete individual masculino.. Em 2020, o Brasil contava com cerca de 4 mil praticantes de esgrima, e a quantidade de atletas federados era próxima de 1200. 

#### Judô

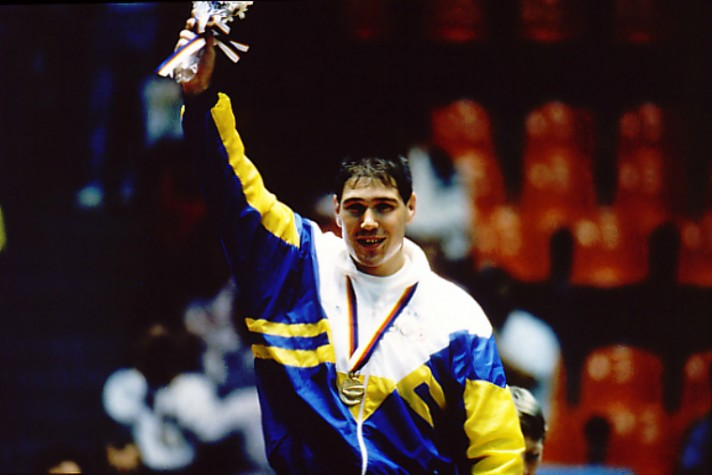
Aurélio Miguel, o primeiro campeão olímpico de judô do país

O Judô é outro esporte costumeiramente recomendado para crianças no Brasil, e portanto é largamente praticado. O país têm crescente tradição internacional no esporte, constantemente conquistando medalhas e títulos. O esporte foi trazido e desenvolvido pela grande comunidade japonesa do país. Em 2020, estimava-se que o esporte era praticado por cerca de 2 milhões de pessoas no Brasil.
Os maiores expoentes do esporte até hoje foram Aurélio Miguel, Sarah Menezes, Rogério Sampaio e Beatriz Souza, campeões olímpicos. O Brasil também teve vários outros judocas importantes, como os vice-campeões olímpicos Douglas Vieira, Tiago Camilo, Carlos Honorato, Willian Lima e os medalhistas de bronze olímpicos Chiaki Ishii, Luiz Onmura, Walter Carmona, Henrique Guimarães, Leandro Guilheiro, Flávio Canto, Ketleyn Quadros, Felipe Kitadai, Mayra Aguiar, Daniel Cargnin, Rafael Silva e Larissa Pimenta.

#### Jiu-jitsu brasileiro
Mitsuyo Maeda ensinou a técnica do jiu-jitsu tradicional japonês a Carlos Gracie e Luiz França que iniciaram as duas principais linhagens desta arte marcial no país. Hélio Gracie (que aprendera com seu irmão Carlos) e Oswaldo Fadda, (ex aluno de França, que realizou um trabalho independente)  desenvolveram o jiu-jitsu brasileiro, ou BJJ (do inglês brazilian jiu-jitsu). Esta é hoje a modalidade de jiu-jitsu mais praticada no mundo. A família Gracie criou uma tradição nas artes marciais que se mantém na atualidade. O estilo de luta da família, é conhecido mundialmente como Gracie jiu-jitsu.

#### Karatê

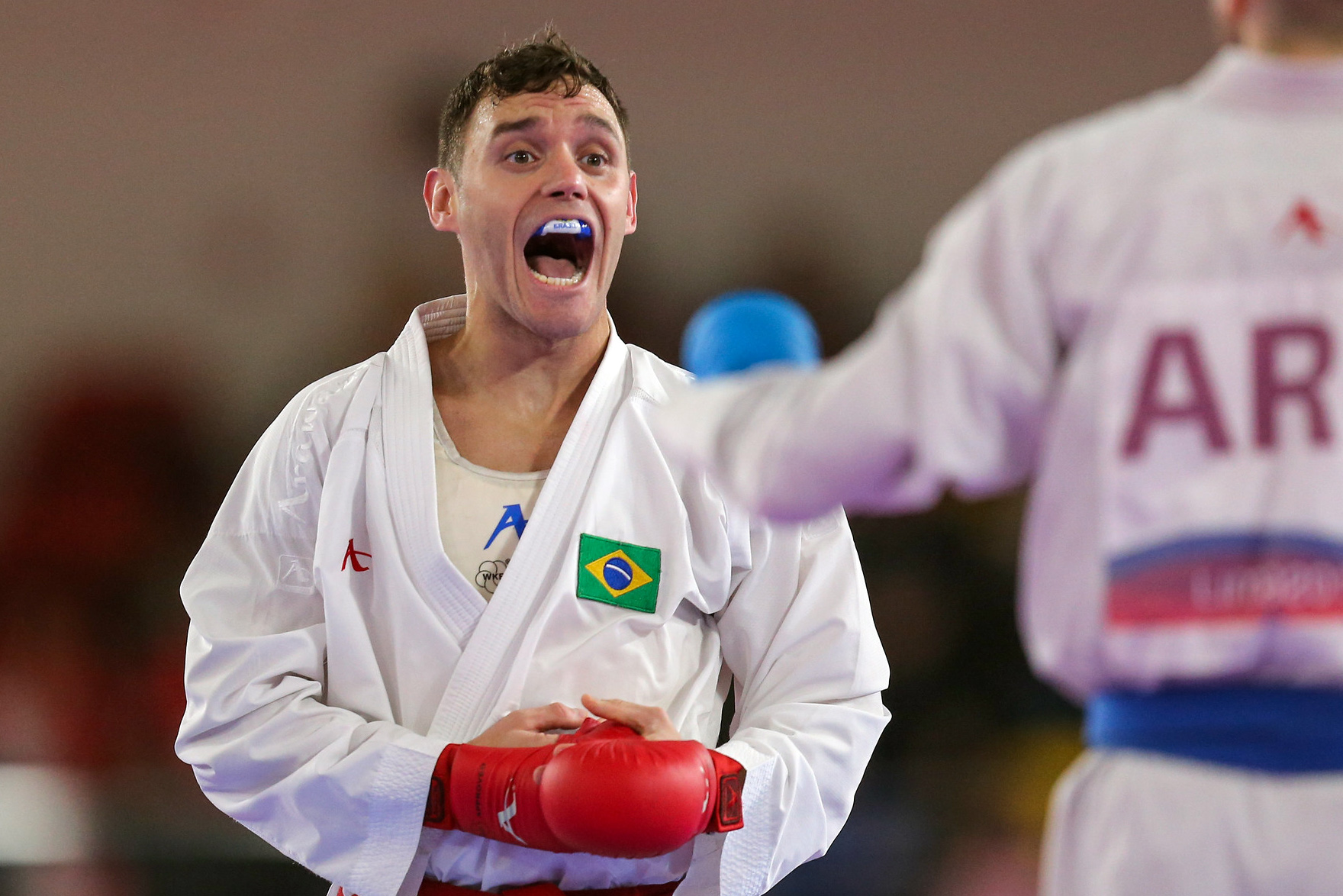
Douglas Brose.

Em 2017, o Karatê tinha cerca de 250 mil praticantes registrados no Brasil, e à época, era o 4º país com mais praticantes registrados no mundo, no ranking da Federação Internacional de Karatê.  Em 2019, estimava-se que cerca de 1 milhão de pessoas eram praticantes deste esporte no país. O brasileiro Douglas Brose é o maior nome da história do esporte no Brasil, tendo sido tricampeão mundial. 

#### Taekwondo

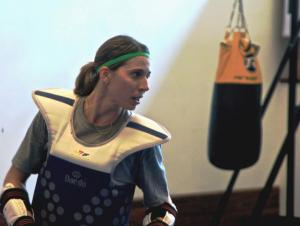
A taekwondista Natália Falavigna.

No Brasil, a modalidade foi introduzida em 1970, com a chegada do mestre Song Min Cho a São Paulo. O primeiro Campeonato Brasileiro aconteceu em 1973, ano em que foi fundada, na Coreia do Sul, a World Taekwondo Federation (WTF), entidade que organizou, já em 1973, o primeiro campeonato mundial. Em 2001, estimava-se que somente no Estado de São Paulo haviam cerca de 500 escolas de Taekwondo, e cerca de 30 mil praticantes do esporte no total. 
Nas Olimpíadas de Seul-1988 e de Barcelona-1992, o taekwondo participou como esporte de exibição. Ficou ausente dos Jogos de Atlanta-1996 e retornou em Sydney-2000, quando foi incluído no programa olímpico e passou a valer medalhas. Os maiores lutadores da História do Brasil foram Natália Falavigna, Maicon de Andrade e Edival Pontes, que obtiveram o bronze olímpico; Diogo Silva, que terminou duas vezes em 4º lugar nos Jogos Olímpicos, além de ter obtido o ouro em Jogos Pan-Americanos; e Milena Titoneli, que terminou em 4º lugar nos Jogos Olímpicos de 2020.

### Frescobol
Frescobol é um esporte nativo brasileiro semelhante ao tênis e críquete, jogado com uma raquete de madeira e bola de borracha macia na praia com nenhum sistema de pontuação. Começou durante a década de 1960 na praia de Ipanema.

### Ginástica Artística

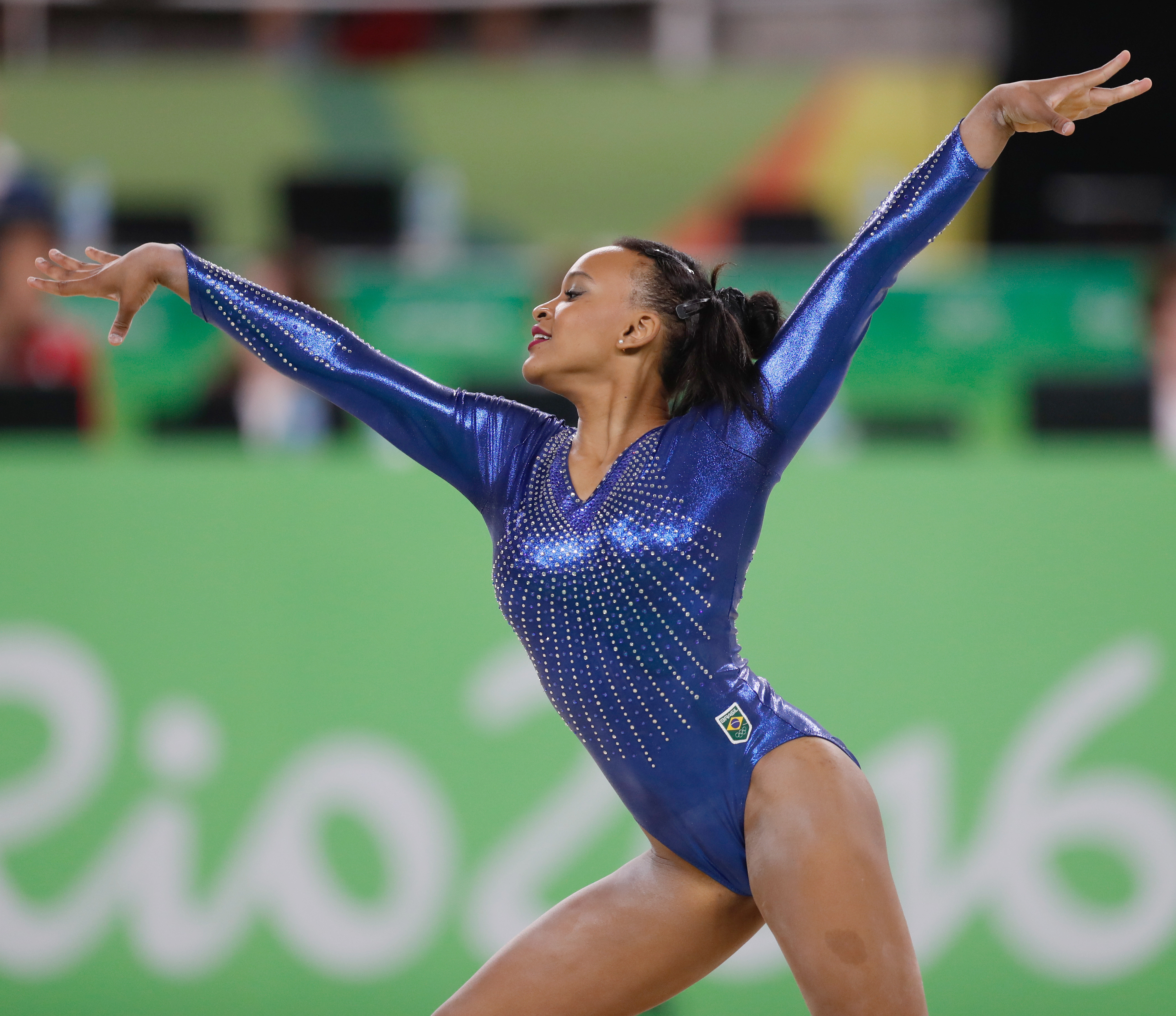
A ginasta Rebeca Andrade

O Brasil possui um grande centro de treinamento e formação de atletas olímpicos de ginástica artística, que já revelou atletas como Rebeca Andrade, Arthur Zanetti, Daiane dos Santos, Jade Barbosa, Flávia Saraiva, Arthur Mariano, Diego Hypólito e Daniele Hypólito.

### Ginástica Rítmica
Na ginástica rítmica, a seleção brasileira conquistou um bronze inédito na prova geral da etapa de Atenas, na Grécia, da Copa do Mundo de Ginástica Rítmica, realizada em março de 2023 (o Brasil já havia conquistado medalhas no Mundial em etapas da Copa, mas nunca no evento geral). O Brasil foi quinto na classificação geral da Copa do Mundo de 2022 em Sofia. A Seleção brasileira ainda ficou em quarto lugar na prova das cinco argolas.
Bárbara Domingos, nos Jogos Olímpicos de 2024 em Paris, se tornou a primeira brasileira a se classificar para a final do individual geral da Ginástica Rítmica. 

### Hipismo

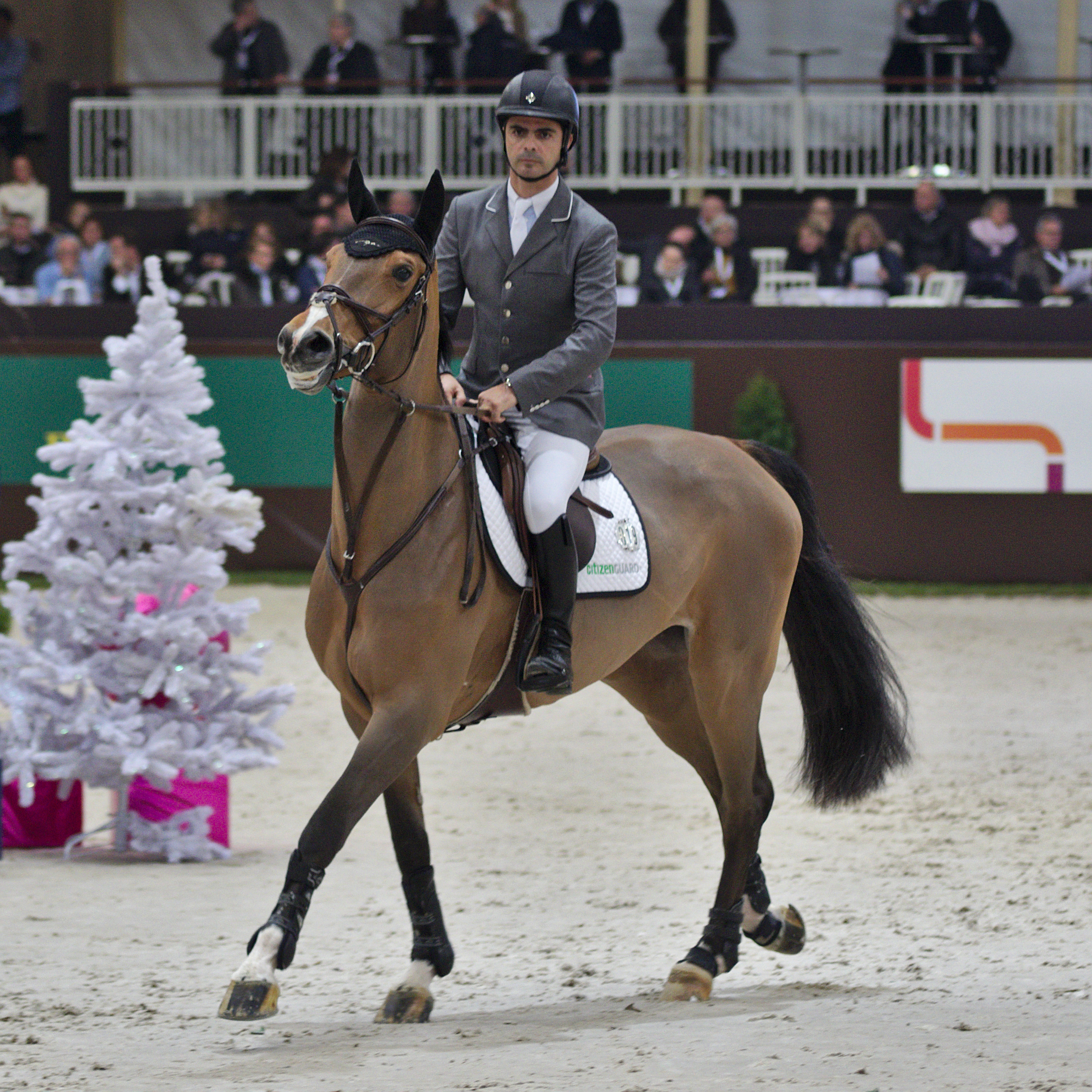
O cavaleiro Rodrigo Pessoa

Embora o hipismo seja popular entre espectadores é um esporte pouco acessível à população em geral, com o Brasil tendo uma certa tradição neste esporte. O maior centro deste esporte na América do Sul é o Rio de Janeiro. O Hipódromo da Gávea treinou atletas como Rodrigo Pessoa, único campeão olímpico em provas individuais da América do Sul, e seu pai Nelson Pessoa, além de Luiz Felipe de Azevedo; o país também tem medalhistas olímpicos de São Paulo Álvaro de Miranda Neto e do Rio Grande do Sul André Johannpeter.

### Levantamento de peso

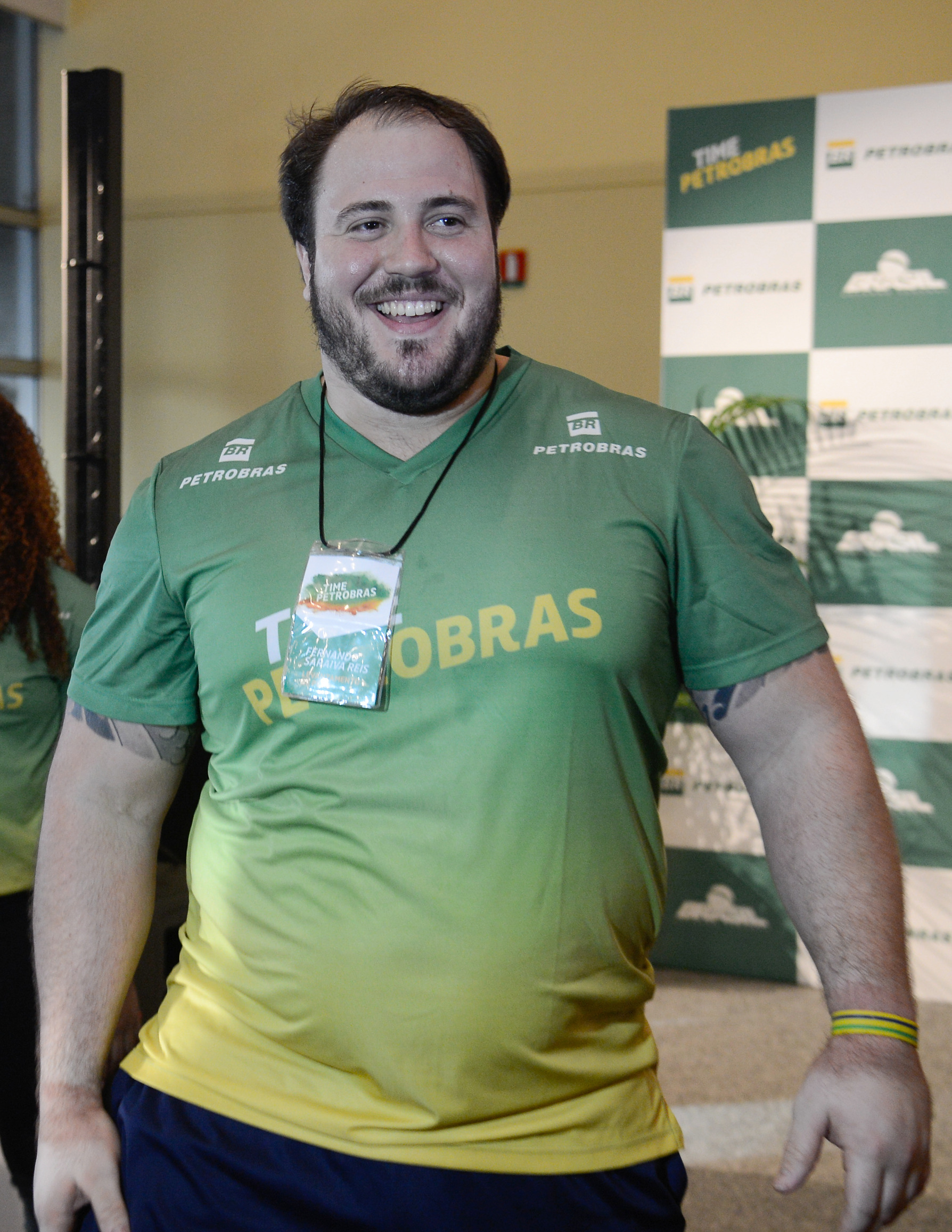
O halterofilista Fernando Reis.

O levantamento de peso, ou halterofilismo, é um esporte que começou a se desenvolver mais recentemente no Brasil. Até hoje, os maiores nome do esporte no país foram Fernando Reis, no masculino, que obteve uma medalha de bronze no Campeonato Mundial de 2018, e Laura Amaro, que ganhou prata na subdivisão da prova chamada de Arranco, no Mundial de 2021.

### Natação

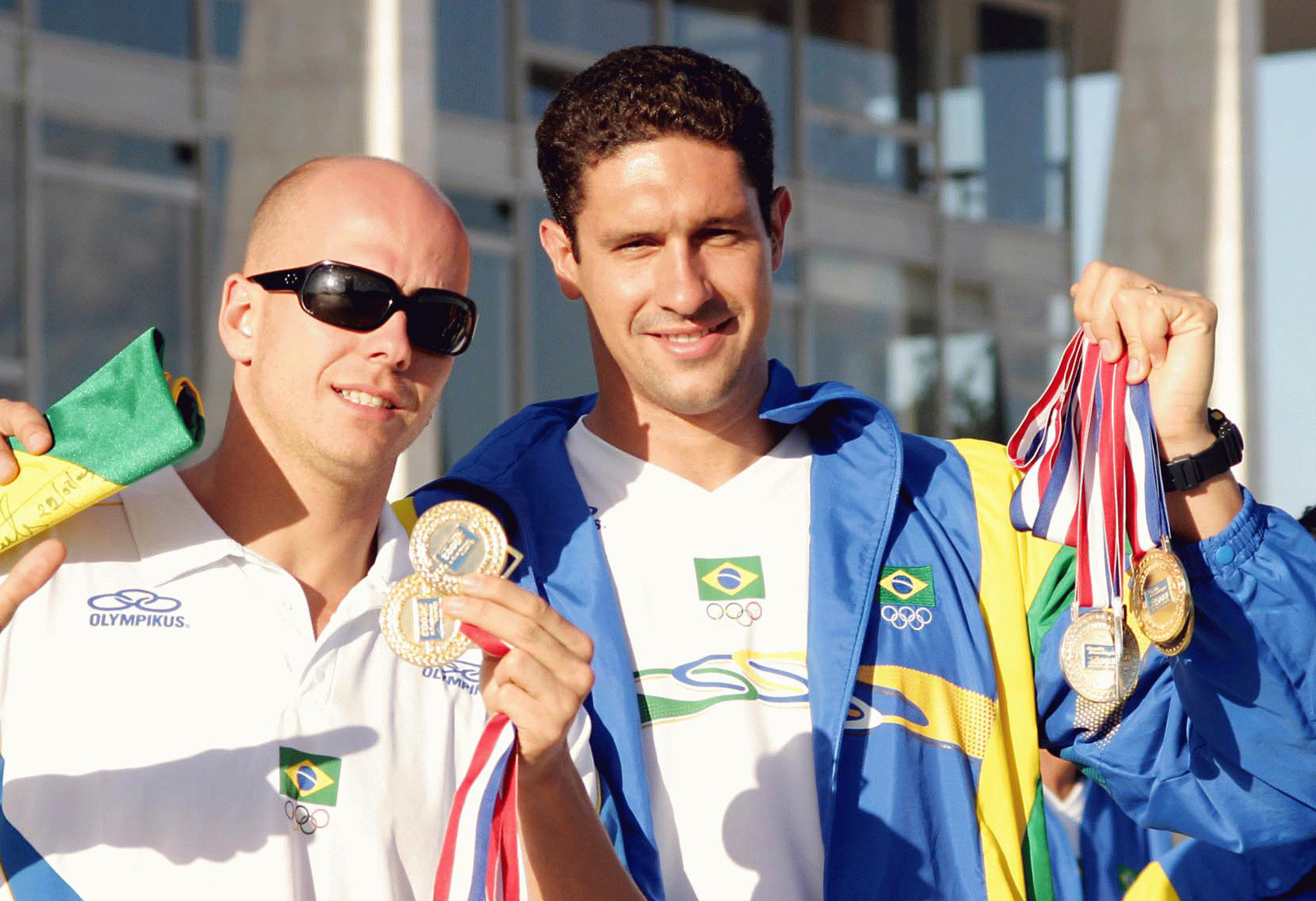
Fernando Scherer (à esquerda) e Gustavo Borges, dois dos maiores nadadores do Brasil.

A natação é bastante popular no Brasil. Em 2024, estimava-se que o esporte era praticado por cerca de 11 milhões de pessoas no país.
Sendo um esporte costumeiramente recomendado para crianças, e adequado a um país de clima tropical como o Brasil, a natação cresceu e começou a produzir ícones esportivos importantes. Embora o país tenha tido algum sucesso com nadadores como Piedade Coutinho, Tetsuo Okamoto, Manoel dos Santos e José Fiolo, o esporte começou a se tornar mais popular com Djan Madruga, Rômulo Arantes e Ricardo Prado nos anos 1970 e 80; passando por Gustavo Borges e Fernando Scherer nos anos 1990, a natação brasileira hoje fabrica grandes talentos em sucessão.
Hoje o Brasil conta com um dos melhores nadadores do mundo, César Cielo, que é campeão olímpico, mundial e recordista mundial; medalhistas olímpicos como Thiago Pereira, Bruno Fratus e Fernando Scheffer, e nadadores como Felipe França e Kaio Márcio de Almeida que conseguiram bater recordes mundiais em suas provas, além de medalhistas em Mundiais, como Nicholas Santos, João Gomes Júnior, Felipe Lima e Guilherme Costa. Mesmo a natação feminina vem se desenvolvendo e criando atletas como Etiene Medeiros, Maria Fernanda Costa, Ana Marcela Cunha e Poliana Okimoto. Com a multiplicação do surgimento de talentos, a natação vem se destacando e conquistando seu espaço.

### Pentatlo moderno
Yane Marques é a única pessoa nascida na América do Sul a ganhar uma medalha olímpica no pentatlo moderno (até os Jogos Olímpicos de Tóquio 2020), tendo sido também a primeira pessoa na América Latina a fazê-lo.

### Saltos ornamentais

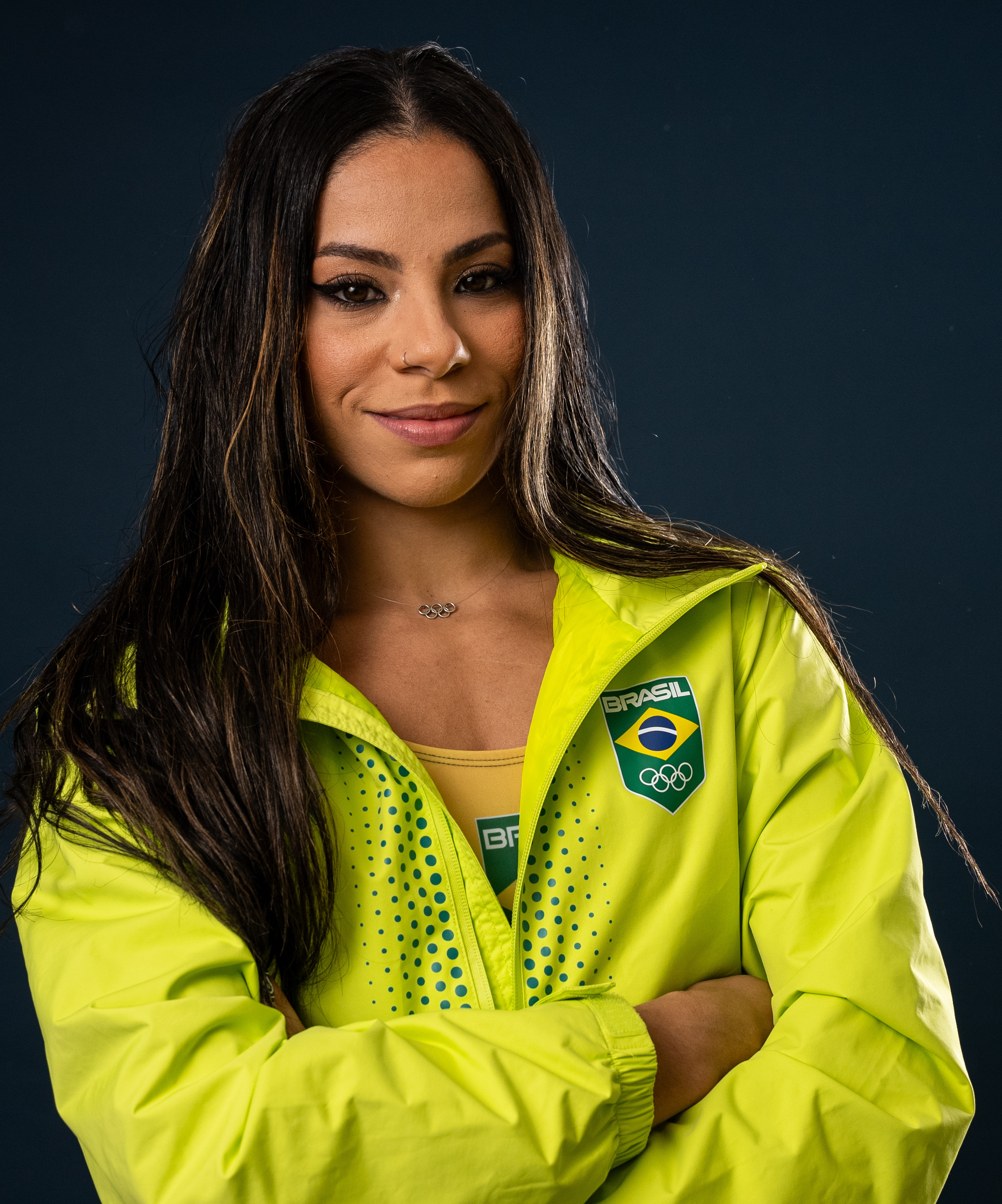
A saltadora Ingrid de Oliveira

O Brasil também não possui larga tradição nos saltos ornamentais, mas trabalhos realizados ao longo das décadas permitiram o surgimento de alguns atletas de alto nível. Os mais relevantes até o momento são Ingrid de Oliveira, que terminou em 4º lugar no Campeonato Mundial de Esportes Aquáticos de 2022, César Castro, 5º lugar no trampolim de 3 metros no Mundial de 2009 e Juliana Veloso, 10ª colocada na plataforma em 2001.

### Skate

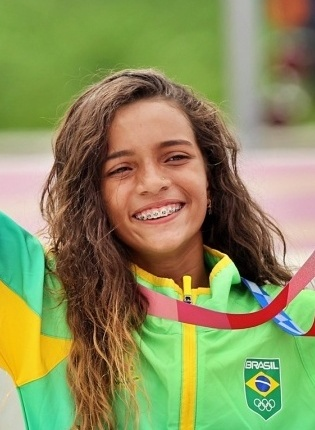
A skatista Rayssa Leal

É um dos esportes mais praticados no Brasil, especialmente nas grandes cidades (metrópoles). Em 2024, estimava-se que o esporte era praticado por cerca de 2,7 milhões de pessoas no país.
Atualmente o Brasil é um dos países com o maior números de profissionais e amadores do esporte, tendo a segunda maior indústria de peças, equipamentos e roupas da modalidade. Bob Burnquist já foi considerado o maior skatista do mundo, considerado o pai da "mega rampa". Outro skatista brasileiro famoso foi Sandro Dias, um dos poucos que conseguem realizar o movimento "900".
Com a ascensão do skate à categoria de esporte olímpico em 2020, Rayssa Leal se tornou famosa por sua medalha de prata obtida aos 13 anos de idade. Pedro Barros, Kelvin Hoefler e Augusto Akio também obtiveram medalhas olímpicas. Também de destacam outros skatistas famosos como Pâmela Rosa e Letícia Bufoni.

### Surfe

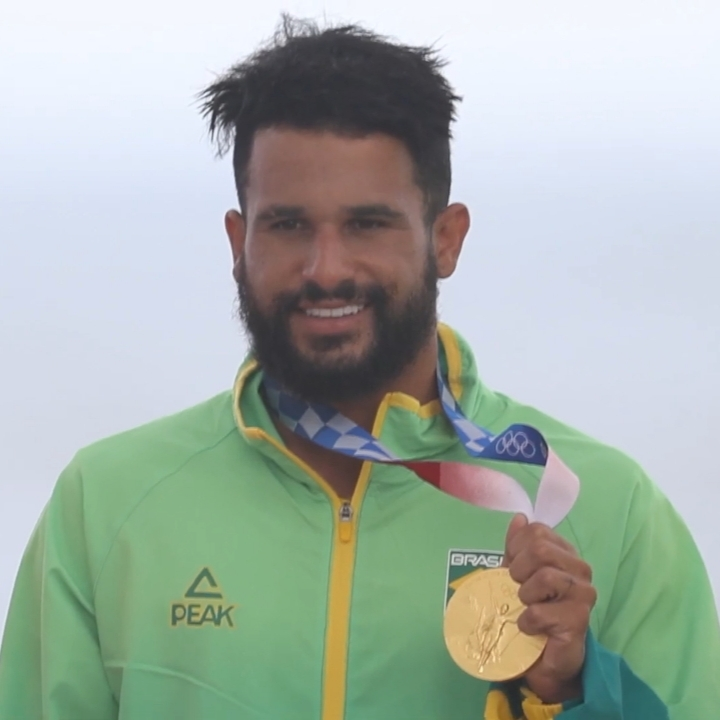
O surfista Ítalo Ferreira

O surfe é um dos esportes mais populares no Brasil. Em 2024, estimava-se que o esporte era praticado por cerca de 2,4 milhões de pessoas no país. Vários surfistas profissionais brasileiros competem nas modalidades masculinas e femininas do ASP World Tour. O Brasil é conhecido por produzir manipulador de surfistas de longboard (como o ex-campeão mundial Phil Razjman), manipulador surfistas-rider grande (como Carlos Burle e vencedor do prêmio Maya Gabeira XXL duas vezes) e bodyboarders bem conhecidos.
O surfe brasileiro evoluiu progressivamente até se tornar uma das maiores forças mundiais do esporte. Fábio Gouveia chegou a ser n° 5 do mundo em 1992. Nos anos 2010 surge o Brazilian Storm (tempestade brasileira), com vários brasileiros cada vez se aproximando mais do título mundial, até que Gabriel Medina conquista o mesmo em 2014 e Adriano de Souza, o Mineirinho, vence em 2015. Em 2020 o surfe ascende à categoria de esporte olímpico e Ítalo Ferreira se consagra campeão olímpico. Filipe Toledo também foi campeão mundial, em 2022 e 2023. Outros surfistas de destaque são: Picuruta Salazar (um dos pioneiros na prática desse esporte), Yago Dora e os irmãos Miguel e Samuel Pupo

### Tênis

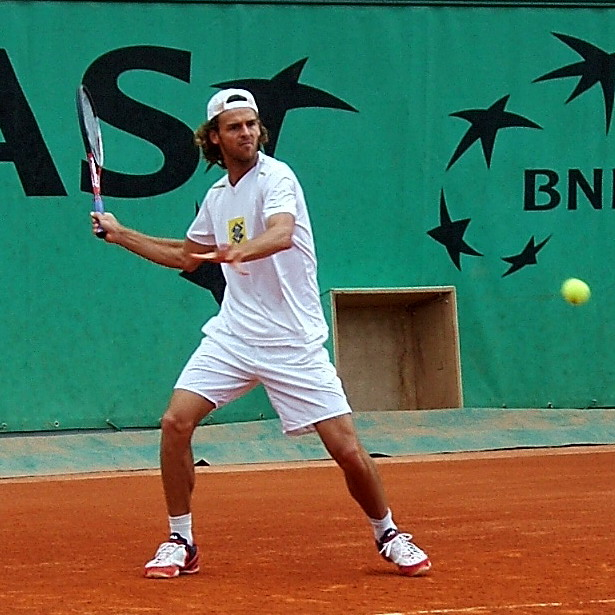
O tenista Gustavo Kuerten em Roland Garros 2005.

O tênis no Brasil pode ser considerado um esporte popular. Apesar de esta muito longe do Tenis de Mesa em termos de números de praticantes. Ainda assim o Brasil  hoje conta com cerca de 700 mil praticantes de tênis no país. Hoje existem diversas quadras em clubes, em propriedades particulares e para locação, especialmente em cidades com nível mais elevado do tamanho da população. Também é encarado por alguns como um passa tempo, ou um esporte a ser praticado depois de um dia de trabalho ou até mesmo antes dele.
O Brasil tem e já teve no passado grandes nomes no esporte, como Maria Esther Bueno, vencedora de 19 Grand Slams (7 em simples, 11 em duplas e 1 em duplas mistas); Gustavo Kuerten, o Guga, que venceu 3 vezes o torneio de Roland Garros; Beatriz Haddad Maia, primeira mulher a entrar no top20 na Era Aberta; além de vários outros jogadores historicamente importantes como Luiz Mattar, Fernando Meligeni e Thomaz Bellucci, que já foram top 30 do Ranking da ATP. O Brasil tem sido muito forte nas duplas, principalmente com Marcelo Melo, Bruno Soares e Luisa Stefani. Melo foi nº 1 do mundo por três vezes, e Soares é ex-nº2 do mundo. Stefani foi a primeira brasileira a entrar no top 10 mundial na Era Aberta. Melo ganhou 2 Grand Slams (Roland Garros e Wimbledon) além de 9 Masters 1000. Soares venceu 3 Grand Slams (Australian Open e 2 US Open) e 4 Masters 1000, além de ter ganho 3 Grand Slams em Duplas Mistas.
Atualmente o Brasil é sede do maior torneio da América do Sul: o Rio Open, um torneio de nível ATP 500 com sede no Rio de Janeiro. Já sediou também outro torneio de nível ATP, o Brasil Open, um ATP 250 realizado em São Paulo. O Brasil também realizava dois torneios da WTA, um deles era no Rio Open que acontecia simultaneamente com o evento da ATP, e o outro era o Brasil Tennis Cup, realizado em Florianópolis.

### Tênis de mesa

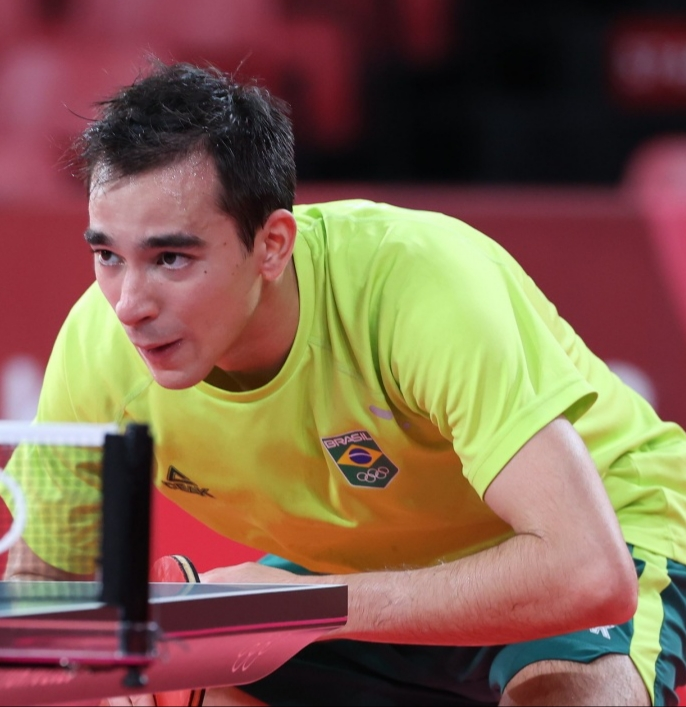
O mesa-tenista Hugo Calderano

O tênis de mesa do Brasil, também conhecido como ping pong, é mais popular do que a versão de quadra no Brasil (o tênis propriamente dito). Isso porque muitos jogam o esporte como lazer, não necessariamente como atividade física. Escolas, clubes e muitos outros lugares dispõem de mesas para a prática da modalidade. Em 2004, estimava-se que o país tinha 12 milhões de praticantes deste esporte.
O país tem uma tradição considerável neste esporte. O maior jogador da história do país é Hugo Calderano, que alcançou o número 3 do mundo em 2022 (tornando-se o melhor jogador da América de todos os tempos), e foi o primeiro mesatenista masculino das Américas a vencer a Copa do Mundo de Tênis de Mesa e à chegar à semifinal dos Jogos Olímpicos. Outros jogadores historicamente importantes no país são Gustavo Tsuboi, Cláudio Kano, Hugo Hoyama, Biriba, Cazuo Matsumoto e Bruna Takahashi.

### Tiro com arco

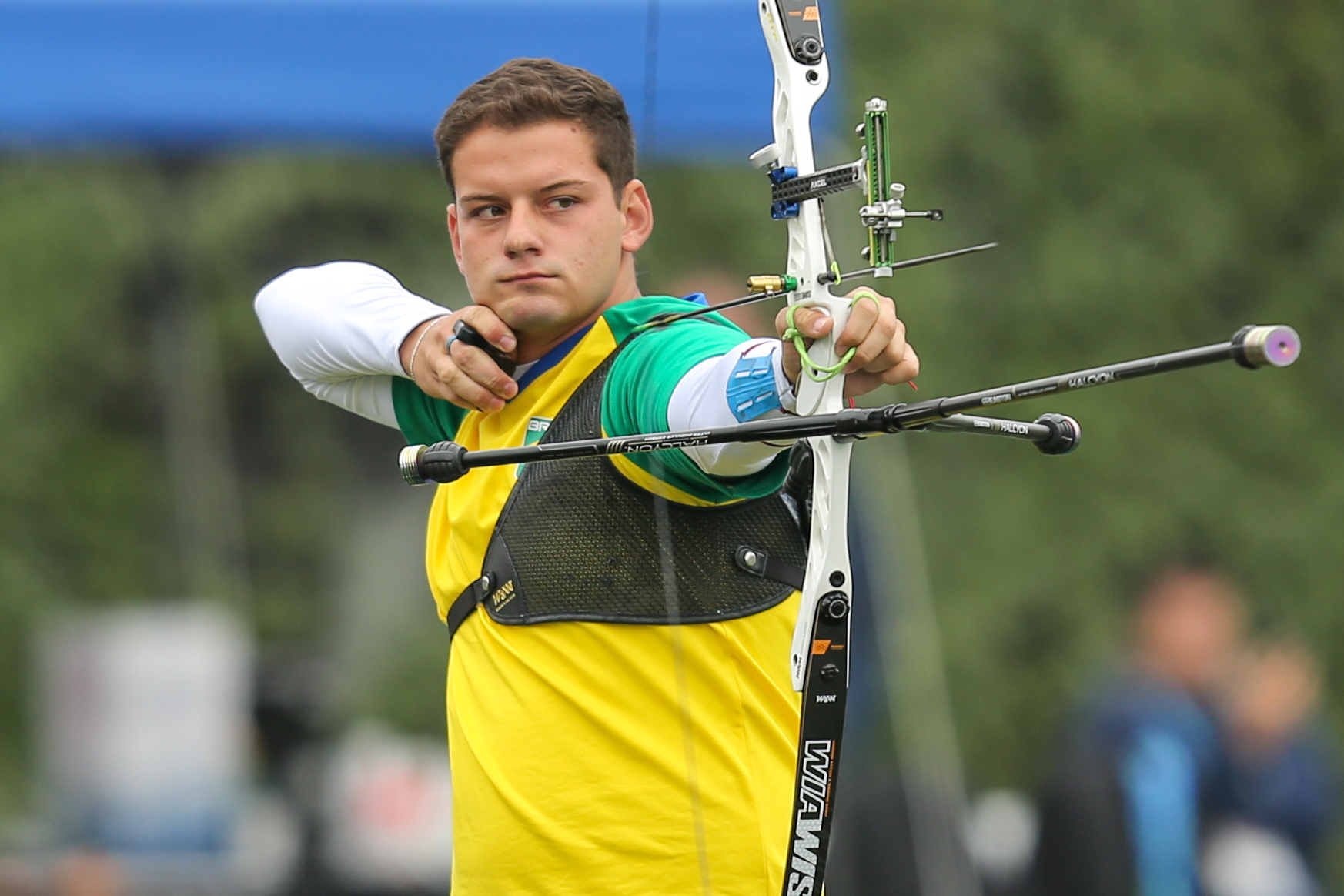
O arqueiro Marcus Vinicius D'Almeida.

Marcus Vinicius D'Almeida, na categoria do arco recurvo, é o maior atleta masculino de tiro com arco da história da América do Sul, tendo sido o número 1 do mundo em 2023, e vice-campeão mundial em 2021.

### Vela

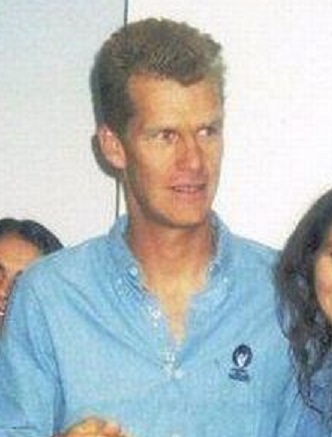
O velejador Robert Scheidt em 2004. É considerado o melhor atleta brasileiro em olimpíadas de todos o tempos.

Vela é um esportes popular entre espectadores, mas inacessível para a prática da população em geral. O maior centro desse esportes na América do Sul é o Rio de Janeiro e sua cidade vizinha Niterói. O Brasil tem uma grande tradição no iatismo: vários medalhistas olímpicos de vela já treinaram na Baía de Guanabara, como Martine Grael, Clinio Freitas, Daniel Adler, Eduardo Penido , Isabel Swan, Kiko Pelicano, Marcelo Ferreira, Marcos Soares, Nelson Falcão e Ronaldo Senfft. O país também conta com medalhistas olímpicos paulistas como Robert Scheidt, Torben Grael, Lars Grael, Kahena Kunze, Reinaldo Conrad, Alexandre Welter, Bruno Prada e Peter Ficker, assim como Fernanda Oliveira e Lars Björkström. 

### Xadrez

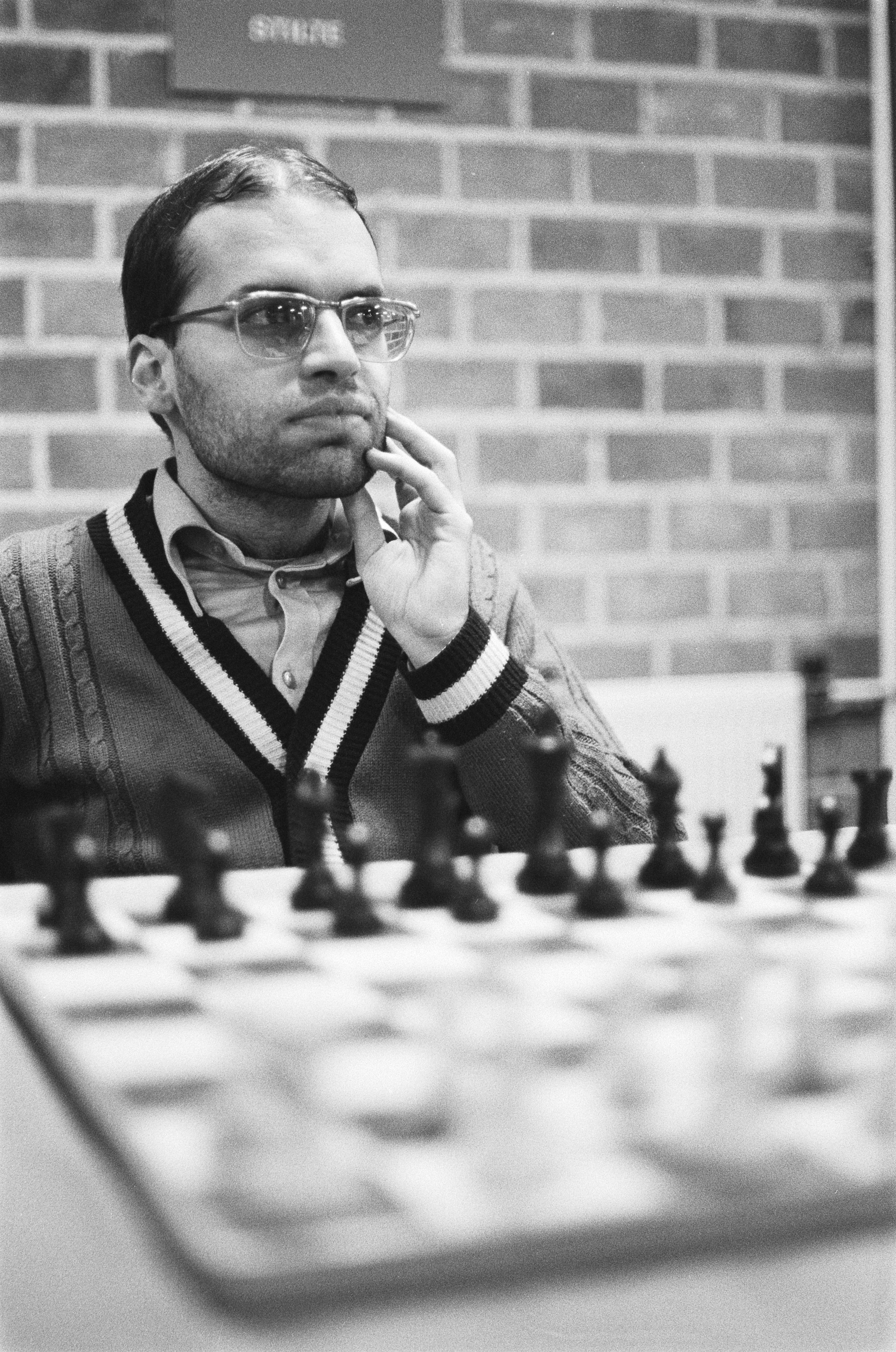
O enxadrista Henrique Mecking em 1978.

O xadrez é um esporte com muitos fãs no Brasil. Henrique Mecking, conhecido como Mequinho, é considerado o mais importante enxadrista brasileiro, tendo atingido seu auge em 1977, quando foi considerado o terceiro melhor jogador do mundo, superado apenas por Anatoly Karpov e Viktor Korchnoi. Mais recentemente, em um jogo de blitz online jogado em maio de 2020, Luis Paulo Supi derrotou o atual campeão mundial Magnus Carlsen em 18 lances depois de sacrificar sua própria rainha. A partida recebeu atenção mundial pois Carlsen transmitiu-a ao vivo, e ficou sem palavras após sua derrota. Em abril de 2021, Chess.com concedeu a esse jogo o primeiro lugar no Concurso de Jogo Imortal do Chess.com.

## Esportes em crescimento
Nos últimos anos, diversos esportes estão em constantes crescimento no Brasil.  Graças a diversos fatores como ampliação da televisão a cabo, crescimento econômico e o aumento ao acesso a internet. Esportes individuais onde o país tem obtido bons resultados recentemente vem obtendo grande destaque na mídia nacional, como as artes marciais mistas e o surfe. Na contramão disso, outras modalidades que tinham considerável popularidade por conta de bons resultados vem em decadência no gosto popular, mostrando a maleabilidade e a exigência por bons resultados que faz parte da cultura esportiva brasileira, entre estes citamos o tênis, o boxe e o automobilismo.
Nas modalidades coletivas, esportes que antes eram desconhecidos pela população passaram a ser mais apreciados pelo público jovem.  No entanto, apesar desse crescimento, esses esportes ainda são praticados de forma amadora no Brasil, sejam em clubes, academias e parques. Algumas das modalidades amadoras que são mais praticados no Brasil são:

### Rúgbi

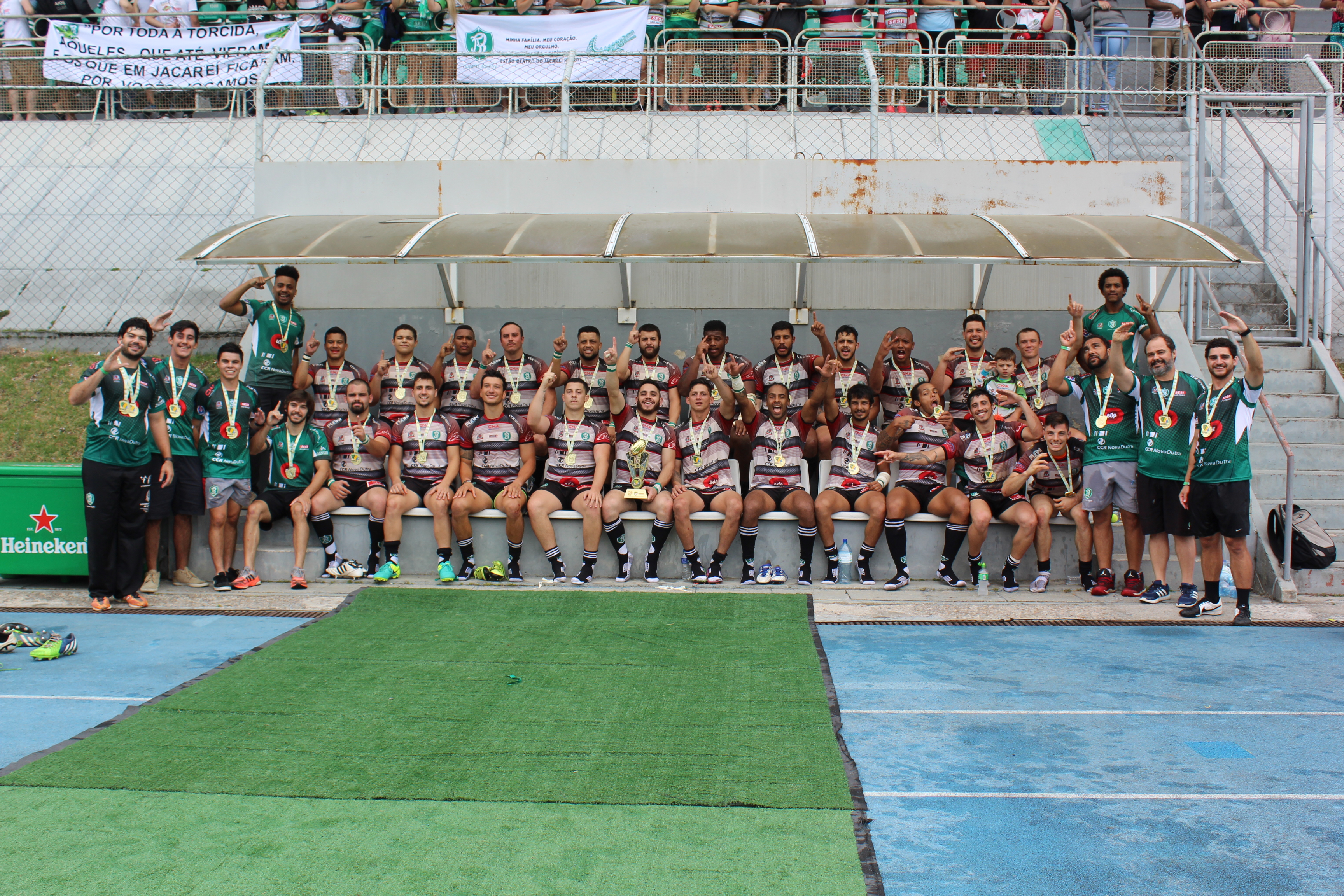
Equipe do Jacareí Rugby, campeã brasileira em 2017

Esporte trazido ao país na mesma época que o futebol e o críquete, é um dos mais antigos sendo praticado no país. Porém, o país está longe de ser uma potência mundial. Apesar de ter tido o mesmo precursor, não fez o mesmo sucesso que o futebol, por motivações pouco conhecidas, mas especula-se que antigamente era um esporte praticado quase exclusivamente pela comunidade inglesa (assim como o futebol no início, apesar de introduzidos por um brasileiro), e por isso sua popularização não aconteceu. Em 2019 o rúgbi contava com 15 mil praticantes e cerca de 4 milhões de fãs espalhados pelo Brasil.
Um dos esportes mais praticados e assistidos do mundo, o rúgbi pode ser dividido em rugby union, que tem a forma mais popular, conhecido por aqui como "rúgbi de 15" e também o "rúgbi de 7" ou "rugbi sevens" ou "seven-a-side". E tem ainda o rugby league, ou "rúgbi de 13", forma que vive plena expansão no país, com sua seleção feminina tendo se classificado para a Copa do Mundo Feminina de 2021. Os canais de televisão por assinatura ESPN transmitiam os principais torneios de rúgbi do mundo no país como a Copa do Mundo de Rugby, o Campeonato das Seis Nações e o Campeonato de Rugby das Americas entre seleções nacionais e o Super Rugby, Copa dos Campeões Europeus, Campeonato Inglês e Campeonato Australiano entre clubes. Contudo devido a baixa audiência a partir de 2018 grande maioria dos jogos passaram a ser transmitidos no WATCH ESPN.
A Seleção Nacional da modalidade busca crescimento a nível mundial e disputa atualmente o Campeonato de Rugby das Americas contra as principais forças do continente americano, uma delas a Argentina, potência mundial da modalidade e tradicional rival do Brasil em diversas modalidades esportivas. Com apoio de grandes empresas como o Bradesco, a Topper entre outros, a Confederação Brasileira de Rugby tem tomado medidas de fortalecer o rúgbi no país e também a seleção nacional, com o objetivo de classificar a seleção nacional para competir a Copa do Mundo de Rugby, um dos torneios esportivos de maior audiência mundial.
Na categoria de "sevens" o Brasil disputou os Jogos Olímpicos do Rio de Janeiro com equipes masculina e feminina (na ocasião como anfitrião), no entanto somente a seleção feminina se qualificou para competir os Jogos de Tóquio e os Jogos de Paris. O país tem seus circuitos de sevens em todas as regiões do país. Também existe o "quad rugby" que disputa os jogos Paralímpicos.

### Futebol americano

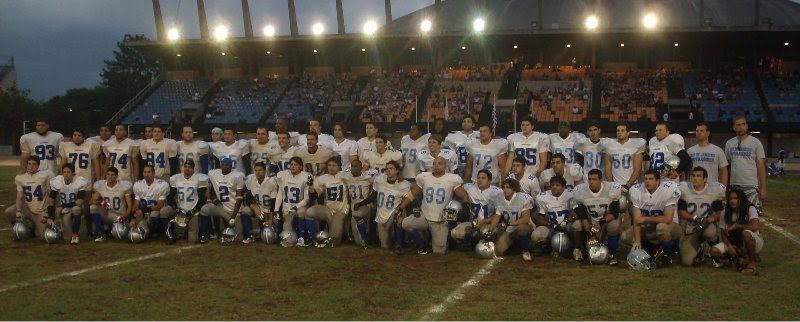
Equipe campeã do RJ Imperadores (atual Flamengo Imperadores) no Torneio Touchdown 2009

Esporte praticado em alto nível exclusivamente nos Estados Unidos, é um dos esportes que mais tem crescido no Brasil na última década, com os jogos do Campeonato Estadunidense da modalidade (cujo nome oficial é National Football League, sigla:NFL) na televisão por assinatura conseguindo ser líderes em audiência, sendo que a final deste campeonato estrangeiro, chamada de Super Bowl, se tornando um dos eventos esportivos mais assistidos e comentados em redes sociais do Brasil, adquirindo maior audiência em comparação com a final da Copa do Brasil de futebol associado em alguns anos. 
Atualmente, existem cerca de 442 clubes praticantes do esporte no país e mais de 17 mil praticantes nestes clubes, sem contar as pessoas que praticam o esporte entre amigos, nas escolas, faculdades, parques, etc. A entidade máxima que rege o futebol americano de grama no Brasil é a AFAB (Associação de Futebol Americano do Brasil). A primeira organização a gerir o futebol americano no país foi a Liga Brasileira de Futebol Americano, que no entanto foi extinta, ficando a cargo da AFAB a realização e organização de campeonatos, eventos e regulamentação dos mesmos e dos times filiados a ela.
Em 2009, foi criada uma liga independente chamada de Torneio Touhdown, onde participaram times dissidentes da AFAB. Em 2016, a Confederação Brasileira de Futebol Americano (CBFA) publicou uma nota oficial sobre o fim do Torneio Touchdown e a unificação das equipes em um único campeonato nacional, contando também com as 16 equipes do Torneio Touchdown de 2015. A CBFA também reconheceu os títulos do torneio como títulos de campeonatos brasileiros.
De acordo com a Global Web Index, o mercado brasileiro (19.7 milhões) é o terceiro maior consumidor da NFL no mundo inteiro, ficando atrás somente dos Estados Unidos (117 milhões) e do vizinho deste o México (23.3 milhões).
Alguns clubes poliesportivos que são mais conhecidos pelo grande público pelos seus times de futebol associado também possuem equipes de futebol americano como: Santos, Vasco, Corinthians, Fluminense, Botafogo - RJ, Botafogo - SP, Palmeiras, Lusa, Inter de Limeira e Coritiba.

### Beisebol

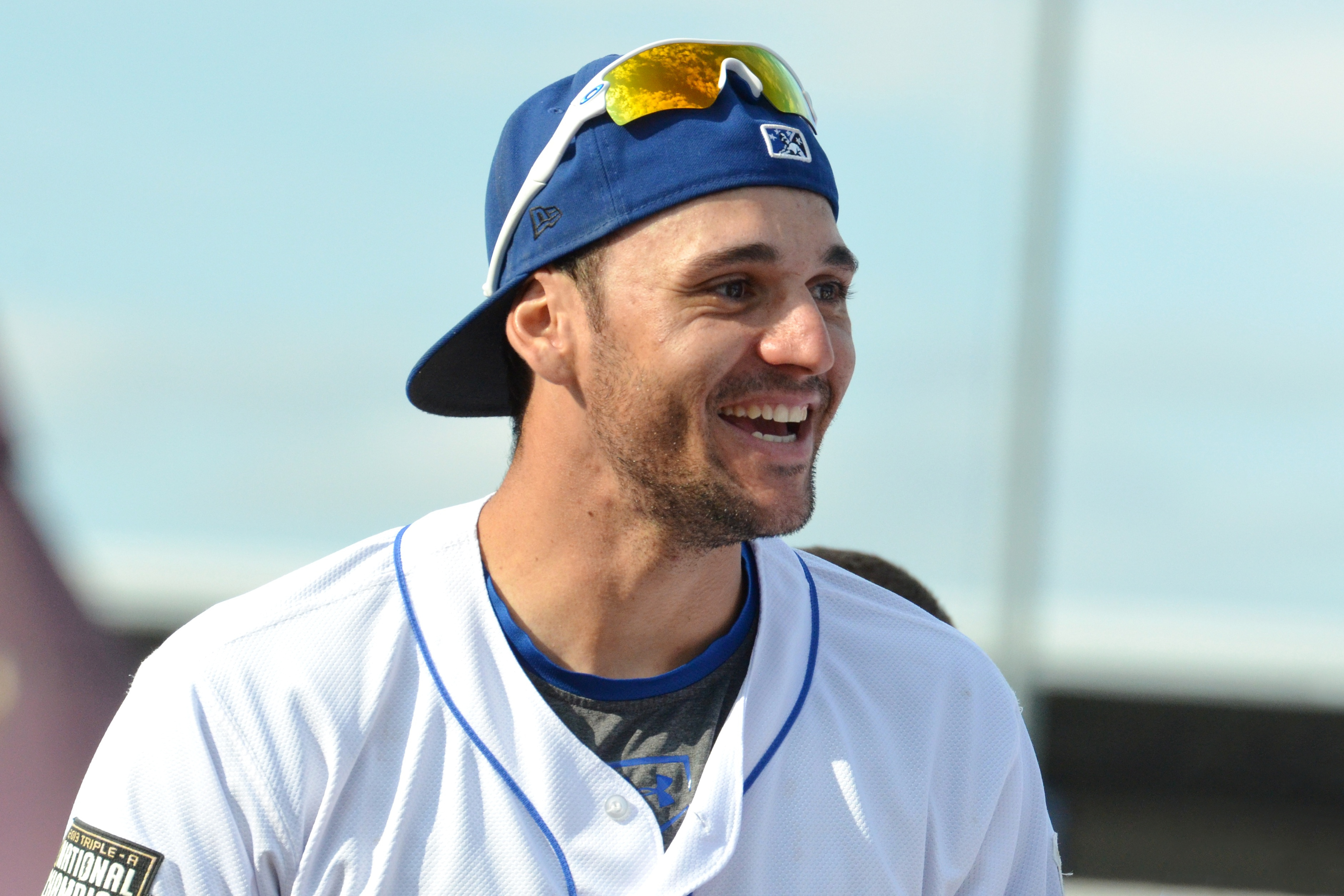
Paulo Orlando, beisebolista profissional que é campeão da World Series pelo Kansas City Royals em 2015.

Esporte tradicionalmente praticado por sua maioria por descendentes de japoneses através das comunidades nipônicas, e mais recentemente pelos imigrantes venezuelanos, onde o beisebol é o esporte favorito de grande parte da população. É pouco popular no Brasil, mas com a cobertura da televisão a cabo dos jogos, está ganhando mais adeptos. Atualmente várias ligas regionais estão em ascensão no país, mas a dificuldade em se encontrar campos de beisebol impede a prática regular do esporte que muitas vezes é jogado em campos de futebol adaptados. 
Segundo a CBBS a Confederação Brasileira de Beisebol e Softball, o beisebol tem cerca de 30 mil praticantes e cerca de 5 milhões de fãs do Campeonato Estadunidense da modalidade (a Major League Baseball, sigla: MLB). A principal liga de beisebol do Brasil é o Campeonato Brasileiro de Beisebol, de caráter ainda amador, sendo organizado pela CBBS desde 2003. A CBBS afirma que todos os jogadores profissionais atuam fora do país, por exemplo, no ano de 2020 três brasileiros atuaram na MLB: Yan Gomes (na época no Cleveland Indians), Paulo Orlando (na época no Kansas City Royals) e André Rienzo (na época no Miami Marlins). 
O primeiro feito importante do beisebol brasileiro foi obtido em 2023: ao participar dos Jogos Pan-Americanos de 2023, a seleção brasileira surpreendeu, ao derrotar países que estavam no top 10 mundial do esporte e que possuem larga tradição na modalidade, como Cuba e Venezuela, além da Colômbia, terminando com a medalha de prata.  No ano de 2025 a seleção nacional consegue a classificação no Clássico Mundial de Beisebol, competição considerada como o equivalente a uma Copa do Mundo da modalidade.

### Críquete
Um dos esportes mais antigos do país, veio no final do século XIX trazido pelo britânico Charles Miller, o mesmo que anos mais tarde traria o futebol e rúgbi. Atualmente o críquete é mais praticado na sua modalidade simplista conhecida como bete-ombro ou jogo do taco.
Contudo com a criação da Associação Brasileira de Cricket o número de adeptos do esporte tem aumentado gradativamente. Outro fato interessante que tem se aumentado a divulgação do esporte na mídia aos poucos. Durante a Copa do Mundo de Críquete de 2011 alguns sites tradicionais como o Terra e Globoesporte.com passaram a divulgar resultados e fazer matérias sobre as finais das Copas do Mundo de Críquete. Em 2019 a WatchESPN exibiu as semifinais da Copa do Mundo de Críquete daquele ano, realizada em Gales e Inglaterra, exibindo no total 44 partidas da modalidade para toda a América Latina via streaming.
A partir da década de 2010 o Brasil começou a se destacar bastante no Críquete Feminino da América do Sul, onde conquistou 4 Campeonatos Sul-Americanos de Críquete Feminino, nos anos de 2015, 2016, 2018 e 2019, só perdendo para a Argentina (tradicional rival do país em diversas modalidades) em Títulos no feminino, já que as argentinas conquistaram 5 títulos, tendo um a mais que as brasileiras. Esse desempenho no críquete chegou a render um 35º lugar no ranking do ICC. Já no masculino a realidade é bem diferente: o Brasil enfrenta dificuldades em superar nações vizinhas como o Chile e a Argentina.  A Argentina possui 10 títulos no Campeonato Sul-Americano de Críquete. Mesmo assim o Brasil no masculino ocupa a posição de número 69 no ranking do ICC, sendo que 104 países membros fazem parte da entidade.
O canal de televisão por assinatura ESPN, através do serviço de streaming do grupo Disney Star+, exibiu em 2022 partidas e torneios de críquete na sua plataforma, seja torneios Twenty20, One Day International (ODI), ou os chamados eventos Test. Alguns jogos tiveram comentários em português do jornalista esportivo Thiago Simões, porém no entanto a grande maioria dos jogos e torneios ainda são exibidos apenas com narração e comentários em inglês.
Considera-se que uma forma simples do críquete é bastante difundida no país, conhecida como "taco" com objetivos parecidos, no entanto o "taco" é visto pela maioria dos brasileiros que o conhecem como uma espécie de "brincadeira de rua", diferente do críquete que é a forma profissional e com várias ligas ao redor do globo. Em 2020 o Brasil tinha cerca de 30 mil praticantes da modalidade, na sua maioria concentrada no sul do estado de Minas Gerais. E cerca de 3 milhões de fãs do esporte espalhados pelo Brasil. Além disso a região de Poços de Caldas foi a primeira região da América do Sul a ter uma fábrica de tacos de críquete. A grande maioria das fábricas de tacos estão concentradas no Paquistão.

### Hóquei
No Brasil, o hóquei em linha é o mais popular e divulgado ao contrário do hóquei no gelo, que ainda é dependente de infraestrutura apesar de haverem projetos para divulgação da modalidade como o Campeonato Paulista de Hóquei no Gelo. O hóquei no gelo brasileiro participou do Pan-Americano da modalidade pela primeira  vez na edição de 2014. Competição que incluiu também as seleções da Argentina, Canadá, México e Colômbia. 
A maioria dos brasileiros praticantes de hóquei praticam o chamado hóquei em linha, em quadras com tamanho e equipamentos idênticos aos do hóquei no gelo, com a única e exclusiva diferença do não haver uso de peitoral para jogadores de linha. A principal liga da modalidade no país é o Campeonato Brasileiro de Hóquei.
Em termos de praticantes de hóquei no geral se contabilizados também o hóquei em linha e o hóquei sobre grama o Brasil tem aproximadamente cerca de 13 mil praticantes de hóquei, sendo que desses 5 mil são praticantes do hóquei sob a grama e 8 mil praticantes do hoquei em linha. Além disso o Brasil tem cerca de 10 milhões de fãs de hóquei seja em linha ou na grama

Os principais torneios do mundo de Hóquei no gelo são transmitidos pela TV fechada no país, entre eles o Campeonato Norte-Americano (National Hockey League; sigla: NHL), disputado entre times do Canadá e dos Estados Unidos, e a Liga Europeia. Apesar disso, a modalidade encontra dificuldades em cair no gosto popular do país, que é em grande parte um país de clima tropical.

### Golfe
Introduzido no país por britânicos no fim do século XIX, da mesma forma que o críquete, rúgbi e o futebol. O golfe conseguiu ao longo dos anos destaque no Brasil, sendo conhecido como o "esporte dos ricos e famosos". Contudo desde entrada do esporte nas Olimpíadas em 2016 a Confederação Brasileira de Golfe busca uma popularização maior do esporte no país. Em 2020 o Brasil possuía cerca de 20 mil praticantes do esporte pelo país.
Algun brasileiros famosos que jogam o esporte de maneira casual são: o piloto Rubens Barrichello e o político Helio Andrade. Atualmente, há um crescimento grande de novos campos de golfe em condomínios residenciais e clubes equestres.

## Mídia
A mídia brasileira cobre de forma parcial as modalidades esportivas pelo país, focando a cobertura principalmente no futebol. Os canais abertos de televisão cobrem o futebol de forma exagerada, ao ponto de: interferir no horário dos jogos para se adequarem à grade de programação de sua emissora (principal exemplo a TV Globo, que interferiu para que os jogos de futebol passassem a iniciar num horário posterior ao de suas telenovelas); apresentar fatos corriqueiros da vida dos atletas como se fossem grandes acontecimentos; exagerar em elogios ou críticas a determinados futebolistas; tudo em uma busca desesperada por audiência.
Com o aumento recente no número de esportes com certa popularidade na classe média, a mídia tradicional em especial o rádio e o jornal impresso tem se focado mais e mais no futebol, deixando de lado o especializado.
Por exemplo: o vôlei que é um esporte que sempre teve grande cobertura nos jornais impressos, teve seu espaço drasticamente reduzido. E isso acontece pois falar do vôlei com frequência, levaria a abrir espaço a outros esportes especializados nos jornais. E já que ficaria muito difícil dar espaço para tantos esportes diariamente como vôlei, basquete, tênis, tênis de mesa, futebol americano, beisebol e etc. Os editoriais dos jornais pedem para focar somente no futebol e derivados para economizar espaço nas páginas de esportes. 
Contudo, por outro lado a internet não tem este problema de falta de espaço, então mesmo portais de mídia tradicional como UOL e Globo Esporte aumentam mais seu espaço para o esporte especializado.

## Competições sediadas pelo Brasil
Algumas das mais importantes competições esportivas sediadas pelo país foram:
- Jogos Olímpicos de Verão de 2016
- Copa do Mundo FIFA de 1950
- Copa do Mundo FIFA 2014
- Jogos Pan-americanos de 1963
- Jogos Pan-Americanos de 2007
- Jogos Sul-Americanos de 2002
- Campeonato Mundial de Natação em Piscina Curta de 1995
- Campeonato Mundial de Basquetebol Masculino de 1954
- Campeonato Mundial de Basquetebol Masculino de 1963
- Campeonato Mundial de Basquetebol Feminino de 1957
- Campeonato Mundial de Basquetebol Feminino de 1971
- Campeonato Mundial de Basquetebol Feminino de 1983
- Campeonato Mundial de Basquetebol Feminino de 2006
- Campeonato Mundial de Voleibol Masculino de 1960
- Campeonato Mundial de Voleibol Masculino de 1990
- Campeonato Mundial de Voleibol Feminino de 1994
- Campeonato Mundial de Judô Masculino de 1965
- Campeonato Mundial de Judô de 2007
- Campeonato Mundial de Judô de 2013
- Campeonato Mundial de Handebol Feminino de 2011
- Campeonato Mundial de Esgrima de 2016
- Campeonato Mundial de Voleibol de Praia de 2003
- Campeonato Mundial de Karatê de 1998
- Copa do Mundo de Futsal de 2008
- Copa do Mundo de Futebol de Areia de 2005
- Copa do Mundo FIFA de Futebol de Areia de 2006
- Copa do Mundo FIFA de Futebol de Areia de 2007
- Campeonato Mundial de Canoagem Slalom da ICF de 1997
- Campeonato Mundial de Canoagem Slalom da ICF de 2007
- Campeonato Mundial de Canoagem Slalom da ICF de 2018
- Campeonato Mundial de Skate de 2019
- Campeonato Mundial de Star de 1960 (Vela)
- Campeonato Mundial de Star de 1980 (Vela)
- Campeonato Mundial de Star de 1996 (Vela)
- Campeonato Mundial de Laser de 1977 (Vela)
- Campeonato Mundial de Laser de 2005 (Vela)
- Campeonato Mundial de Laser Radial de 2005 (Vela)
- Campeonato Mundial de Tornado de 1998 (Vela)
- Campeonato Mundial de 470 de 1980 (Vela)
- Campeonato Mundial de 470 de 1996 (Vela)
- Campeonato Mundial de RS:X de 2013 (Vela)
- Campeonato Mundial de Flying Dutchman de 1986 (Vela)
- Finn Gold Cup de 1988 (Vela)
- Finn Gold Cup de 2004 (Vela)
- Campeonato Mundial de Soling de 1978 (Vela)
- Campeonato Mundial de Soling de 2004 (Vela)
- Campeonato Mundial de Optimist de 1983 (Vela)
- Campeonato Mundial de Optimist de 2009 (Vela)
- Campeonato Mundial de Europe de 1991 (Vela)
- Campeonato Mundial de Europe de 2000 (Vela)
- Copa das Confederações FIFA de 2013
- Campeonato Sul-Americano de Futebol de 1919 (Copa América)
- Campeonato Sul-Americano de Futebol de 1922 (Copa América)
- Campeonato Sul-Americano de Futebol de 1949 (Copa América)
- Copa América de 1989
- Copa América de 2019
- Copa América de 2021

Competições realizadas anualmente:
- Grande Prêmio do Brasil
- Rio Open (tênis)
- Corrida Internacional de São Silvestre
- Maratona Internacional de São Paulo
- Grande Prêmio Brasil (equitação)
- WTT Contender Rio / Star Contender Foz do Iguaçu (tênis de mesa)

Eventos interrompidos:
- Grande Prêmio do Brasil de Motovelocidade
- Champ Car, ocorrido entre 1996 e1999
- Eventos de WCT/WQS (surf), ocorrido entre 1985 a 2001